# GTK Boxer
Das Gepanzerte Transport-Kraftfahrzeug, kurz GTK Boxer (Schreibweise beim Hersteller: ‚BOXER‘), ist ein Radpanzer, der von Artec, einem Gemeinschaftsunternehmen von Rheinmetall und KNDS Deutschland (bis März 2024 Krauss-Maffei Wegmann GmbH & Co. KG), hergestellt wird. Die Besonderheit des GTK Boxer ist der Aufbau aus einem achträdrigen Fahrmodul, auf das ein austauschbares Missionsmodul aufgesetzt wird. Der Boxer kann somit für unterschiedliche Aufgaben wie Transport-, Sanitäts-, Artillerie- (RCH 155) oder Schützenpanzer ausgerüstet werden. Er ist seit 2011 bei der Bundeswehr und seit 2013 beim niederländischen Heer im Einsatz, weitere Nutzer sind das britische, litauische und das australische Heer.

## Entwicklung
Im April 1995 vereinbarten Frankreich, Deutschland und Großbritannien, zusammen ein allradgetriebenes 8×8-Radfahrzeug zu entwickeln. Frankreich zog sich im Sommer 1999 wieder aus der Zusammenarbeit zurück, um mit dem VBCI ein eigenes Fahrzeug zu entwickeln. Im selben Jahr bildete sich ein Konsortium unter dem Namen Artec (Armoured Vehicle Technology), das ursprünglich aus dem niederländischen Hersteller Stork, dem britischen Alvis, Rheinmetall und Krauss-Maffei Wegmann (seit April 2024 KNDS Deutschland) bestand.
Dieses Konsortium entwickelte einen 6×6-Technologiedemonstrator, der einige Eigenschaften des geplanten GTK erproben und demonstrieren sollte. Im Jahr 1999 wurde der Entwicklungsvertrag, der eine Option für eine erste Serienfertigung von 600 Stück ab 2005 vorsah, unterzeichnet sowie die Artec GmbH mit Sitz in München gegründet und mit der Entwicklung beauftragt. Der erste von acht Prototypen wurde im Jahr 2001 fertiggestellt. Daraufhin stiegen die Niederlande mit einer Bestellung von 200 Fahrzeugen in das unter dem Produktnamen Boxer vermarktete Programm ein. Einen erheblichen Rückschlag gab es im Jahr 2003, als Großbritannien aus dem Programm ausstieg. Das Fahrzeug sollte im Vereinigten Königreich nicht mit dem Future Rapid Effect System (FRES) konkurrieren.
Im Februar 2006 gab Artec den Serienpreis des Boxers bekannt, der allerdings von den Niederlanden und Deutschland als zu hoch und inakzeptabel zurückgewiesen wurde. Aufgrund der Wichtigkeit des binationalen Programms, auch für die Industrie, wollte Deutschland allerdings weitere Preisverhandlungen unternehmen, wogegen die Niederlande nach einer Meldung der Jane’s Information Group einen Rückzug und eine Neuausschreibung in Betracht zogen. Dieses Vorhaben wurde jedoch nicht umgesetzt. Ende Juni 2006 entschied das niederländische Parlament, nach Durchführung einer Marktsichtung für alternative 8x8 Fahrzeuge, eine Fortführung des Programms und bewilligte gleichzeitig die Ausgaben für 200 Fahrzeuge.
Laut einem Bericht der Zeitung Die Welt im August 2006 rechnete das deutsche Verteidigungsministerium mit Kosten von 891 Millionen Euro für die 272 Boxer, mit denen die Bundeswehr ausgerüstet werden sollte.
Im Dezember 2006 genehmigte der Deutsche Bundestag die Beschaffung von insgesamt 272 GTK Boxer. Der Vertrag wurde im Dezember 2006 in der Bernardkaserne im niederländischen Amersfoort unterzeichnet. 2010 übernahm Rheinmetall den niederländischen Partner Stork, so dass Rheinmetall heute 64 % und KNDS Deutschland (ehemals Krauss-Maffei Wegmann) 36 % der Gesellschaftsanteile von Artec halten.

## Produktion
Leitstandorte der Boxer-Produktion sind das Rheinmetallwerk in Kassel sowie das Münchner Werk der Firma KNDS Deutschland (ehemals Krauss-Maffei Wegmann). Darüber hinaus sind für internationale Kunden Produktionsstätten in den Niederlanden, Australien und gegebenenfalls dem Vereinigten Königreich eingerichtet bzw. angekündigt.
Ursprünglich sollte die Produktion der Serie im Jahr 2004 anlaufen. Aufgrund der Verzögerungen durch den Ein- und Ausstieg der Teilnehmerstaaten und technische Modifikationen verschob er sich jedoch auf 2008. Im September 2009 wurde das erste Serienfahrzeug von Krauss-Maffei Wegmann und Rheinmetall an die OCCAR und das Bundesamt für Wehrtechnik und Beschaffung ausgeliefert, wo das Fahrzeug bis zu seiner Indienststellung im März 2011 unter Einsatzbedingungen getestet wurde. Im Juli 2018 lief das 200. und letzte Fahrzeug des ersten niederländischen Loses bei Rheinmetall MAN Military Vehicles Nederland von der Produktionsstraße. Im Jahr 2017 begannen die Lieferungen für die litauischen Streitkräfte. Im Februar 2019 lieferte Artec den insgesamt 500. Boxer aus. Im Juni 2021 wurde das letzte Fahrzeug des zweiten deutschen Loses und damit der vorerst letzte Boxer in der Variante GTFz von Artec an das BAAINBw geliefert.

## Technik

### Aufbau
Das Fahrzeug ist modular aufgebaut und besteht aus einem Fahrmodul und einem auf dem Heck aufgesetzten variantenspezifischen Missionsmodul. Die Kernkomponenten des Fahrmoduls sind das allradgetriebene 8×8-Fahrwerk, die ABC-Schutzanlage und das im vorderen Gehäuse befindliche Triebwerk mit danebenliegendem Fahrerraum. Der Fahrer sitzt dabei rechts und verfügt über eine Dachluke sowie drei Winkelspiegel, der mittlere kann durch ein Nachtsichtgerät ersetzt werden. Ab der Version A2 wird der Fahrer durch ein Kamerasystem unterstützt. Links neben dem Fahrer befindet sich der Triebwerksraum, der über eine Feuerlöschanlage verfügt. Eine zentrale Reifendruckregelanlage gehört zum Standard.
Der Fahrerraum verfügt über einen Durchgang zum Missionsmodul, das gasdicht mit diesem abschließt. Das Missionsmodul kann innerhalb einer halben Stunde gegen ein anderes ausgetauscht werden und wiegt bis zu vierzehn Tonnen. Die verschiedenen Module verfügen über eine ABC-Schutzbelüftung. Für das Fahrzeug wurden möglichst viele herkömmliche Bauteile (commercial off-the-shelf) verwendet, um die Kosten zu senken.

### Panzerung und Schutzsysteme
Fahrmodul und Missionsmodul werden als Gehäuse mit adaptierter Panzerung gefertigt. Diese Konstruktion ermöglicht neben einer Reduzierung der Infrarotsignatur, durch einen Luftspalt zwischen Grund- und Adaptionspanzerung, das schnelle Austauschen beschädigter Elemente beziehungsweise das Anpassen an das benötigte Schutzniveau.
Die Panzerung besteht aus der Grundpanzerung (Panzerstahl) und der von IBD Deisenroth Engineering entwickelten Verbundpanzerung AMAP (Advanced Modular Armour Protection), die schockgedämpft (mit Shock-mounts genannten Gummielementen) auf der Grundpanzerung befestigt wird. AMAP besteht aus einer Trägerschicht (backing), der aufgeklebten Keramikschicht sowie einer Abdeckschicht und ist eine Weiterentwicklung der Mexaspanzerung. Der Innenraum des Boxers ist mit Gewebematten (Spall-Liner, AMAP-L) aus hochfesten Fasern wie Aramid (Kevlar) ausgekleidet, um den Splitterkegel bei einem Durchschlagen der Panzerung zu reduzieren oder komplett zu verhindern. Der ballistische Schutz (AMAP-B) schützt die Besatzung gegen Beschuss mit mittleren Kalibern sowie gegen Einwirkung von Artilleriesplittern (Kaliber 155 mm) sowie Bomblets und hält gemäß Hersteller auch mehreren Treffern an derselben Stelle stand. Darüber hinaus verfügt der Boxer über einen Minenschutz (AMAP-M und AMAP-IED), der die Forderung der Klasse IIIb nach STANAG 4569 erfüllt, was einer Sprengkraft von acht Kilogramm TNT entspricht.
Während die Ausbaustufe A1 vorwiegend die Panzerung verbesserte, wird in der Version A2 neben der Panzerung auch der passive Schutz durch eine verbesserte Feuerlöschanlage gesteigert. Fahrzeuge der Niederlande verfügen ab der Ausführung A2 über Gewichtsoptimierungen im Bereich des ballistischen Schutzes, wodurch die Gesamtmasse reduziert wird.

### Technische Daten
- Bodenfreiheit: 0,50 m
- Spurweite: 2,58 m
- Radstand: 1,55 + 1,90 + 1,55 m
- Wattiefe: 1,20 m
- Tiefwaten: 1,50 m (ohne Vorbereitung)
- Steigfähigkeit: 60 %
- Max. Querneigung: 30 %
- Kletterfähigkeit: 0,80 m
- Grabenüberschreitfähigkeit: 2,0 m
- Wendekreis: 21 m (mit eingelegter Radseitenlenkbremse 16 m)
- Nutzvolumen unter Panzerschutz: 14–17,5 m³[16][17]

Das GTK Boxer ist mit Abstand das größte und schwerste Fahrzeug seiner Klasse. Ein Lufttransport in einer C-130 Hercules ist daher nicht möglich. Für das Fahrzeug wird mindestens ein Airbus A400M zum strategischen Lufttransport benötigt, in dem die Missionsmodule getrennt vom Fahrmodul transportiert werden.

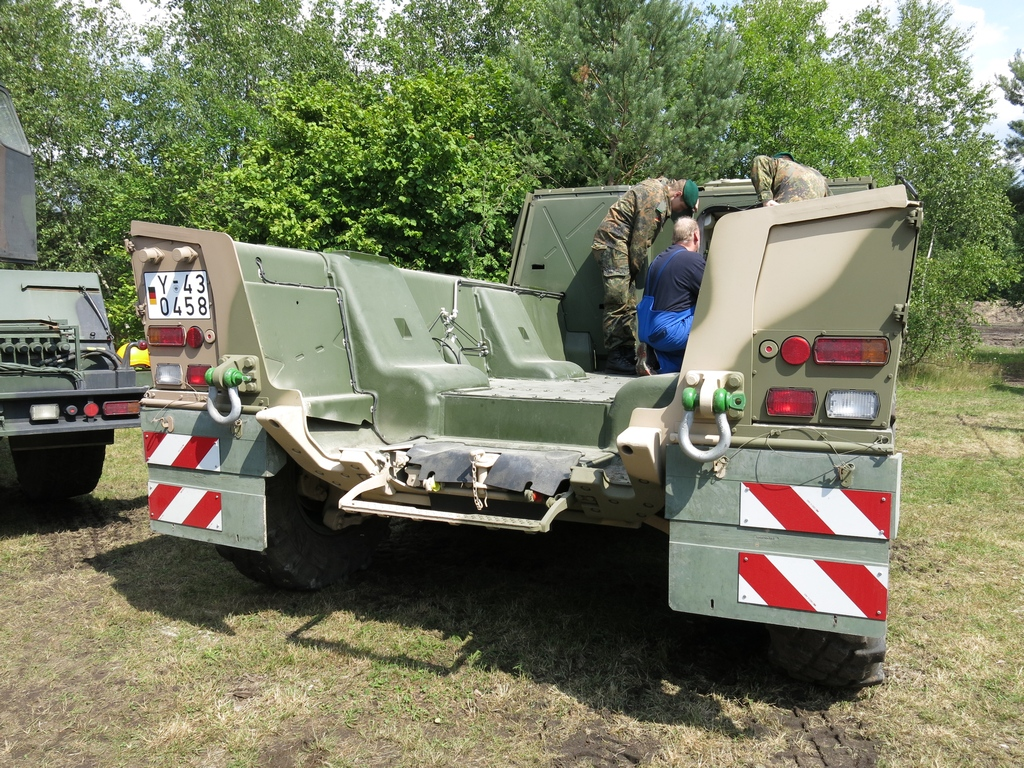
Fahrmodul
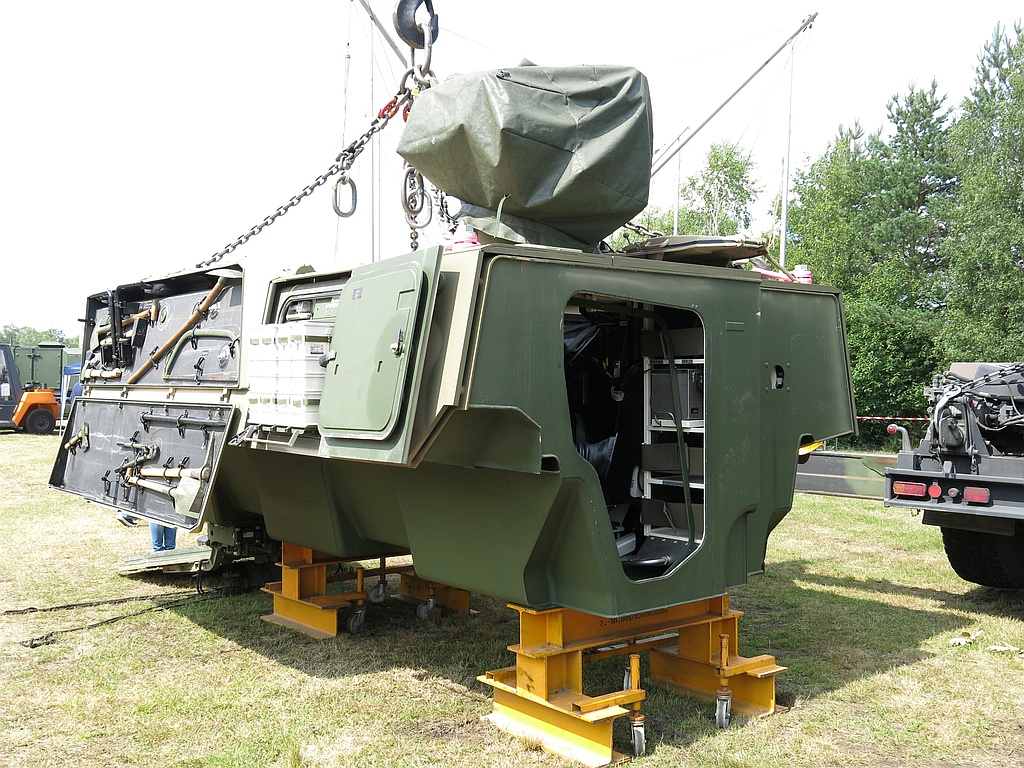
Abgesetztes Missionsmodul
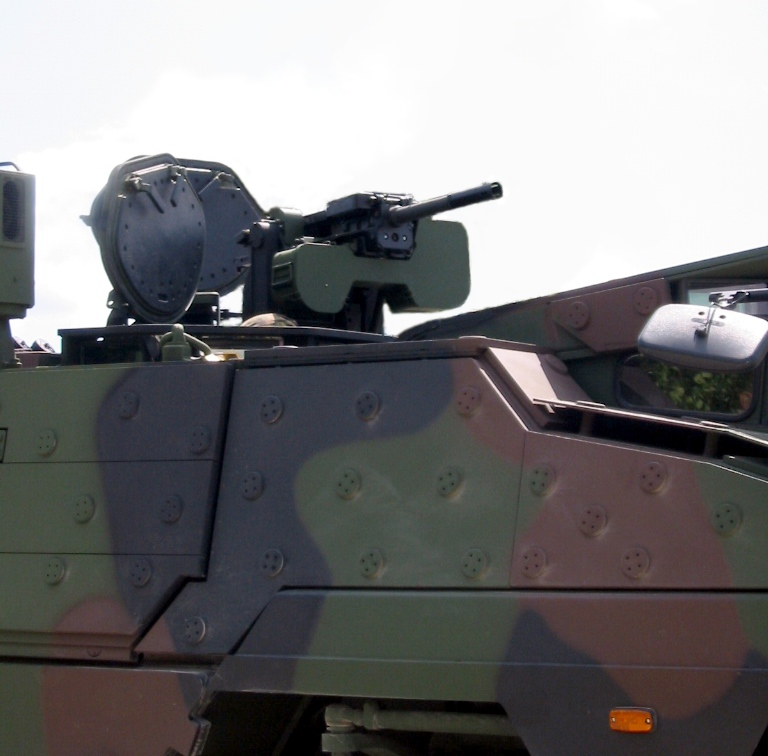
HK GMW als Turmbewaffnung
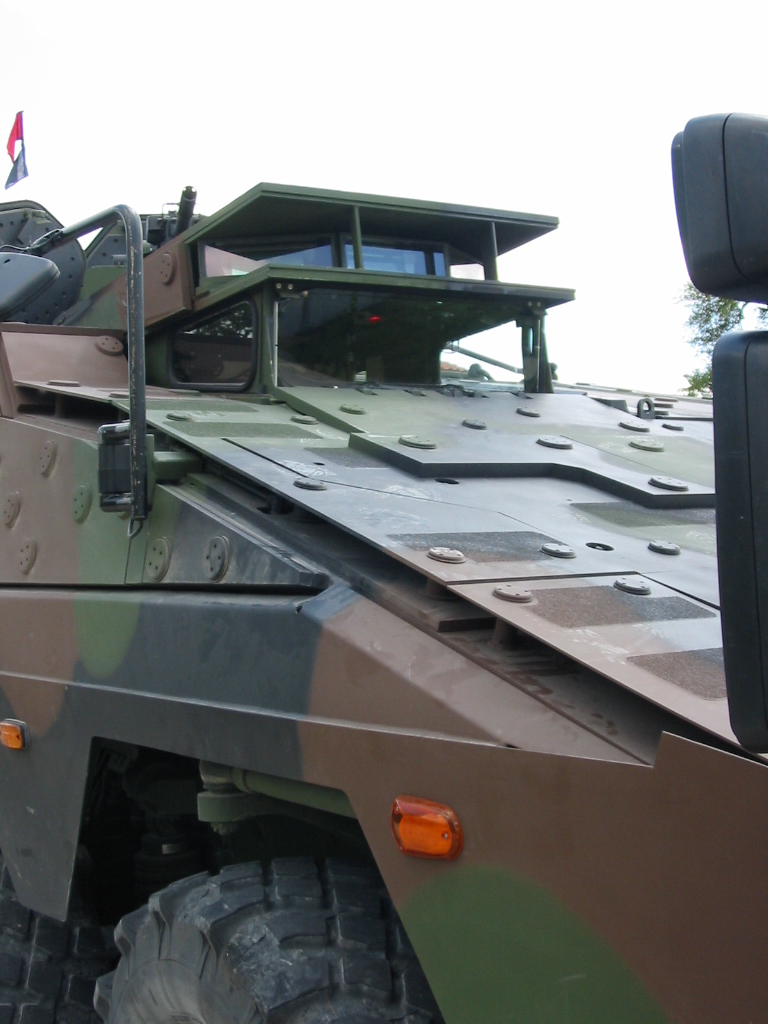
Bundeswehr GTK BOXER – Adaptierte Verbundpanzerung mit Primärwaffe 12,7 × 99 mm NATO; Nebelmittelwurfanlage als Sekundärbewaffnung
Bundeswehr GTK Boxer Panzerung – Panzerstahl, adaptierte Verbundpanzerung (AMAP); Hauptbewaffnung – 12,7 x 99 mm; Sekundärbewaffnung – Nebelmittelwurfanlage

## Missionsmodule

### Maschinenkanone
Vom Boxer wurden drei Varianten mit Drehturm für eine Maschinenkanone bestellt. Sie werden von den jeweiligen Armeen als Schützenpanzer (engl. Infantry Fighting Vehicle, IFV), Spähpanzer oder Waffenträger zur Feuerunterstützung eingesetzt.

#### Boxer Samson MK II

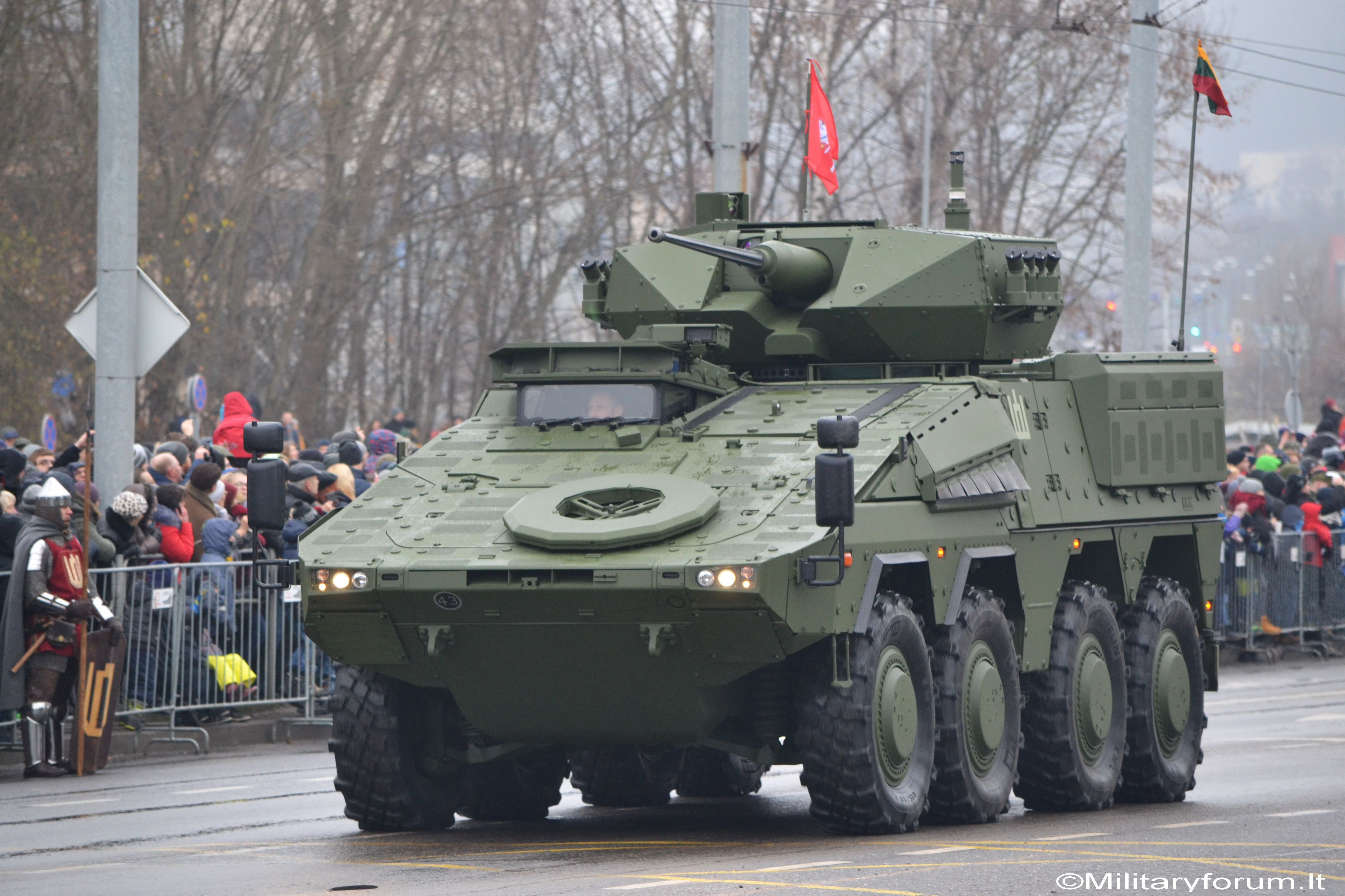
Erster Boxer in Samson-IFV-Variante für Litauen

Als erstes Land beschaffte Litauen den Boxer als IFV. Aufgrund der Ausstattung dieser Variante mit der fernbedienbaren Waffenstation des Typs Samson MK II des israelischen Rüstungsunternehmens Rafael Advanced Defense Systems erhielten die Fahrzeuge vom Hersteller die Bezeichnung GTK Boxer Samson, beim Litauischen Heer wurden sie hingegen unter dem Namen Vilkas eingeführt. Die ungeschützte Waffenstation wird mit einer 30-mm-Maschinenkanone Bushmaster II Mk44, einem Werfer für Panzerabwehrflugkörper Spike LR und einem Maschinengewehr vom Kaliber 7,62-mm eingesetzt. Andere Bewaffnungen sind jedoch möglich. Der GTK Boxer Samson kann, neben dem Fahrer, dem Kommandanten und dem Richtschützen, bis zu 8 Soldaten transportieren.

#### Boxer mit LANCE-Turmsystem

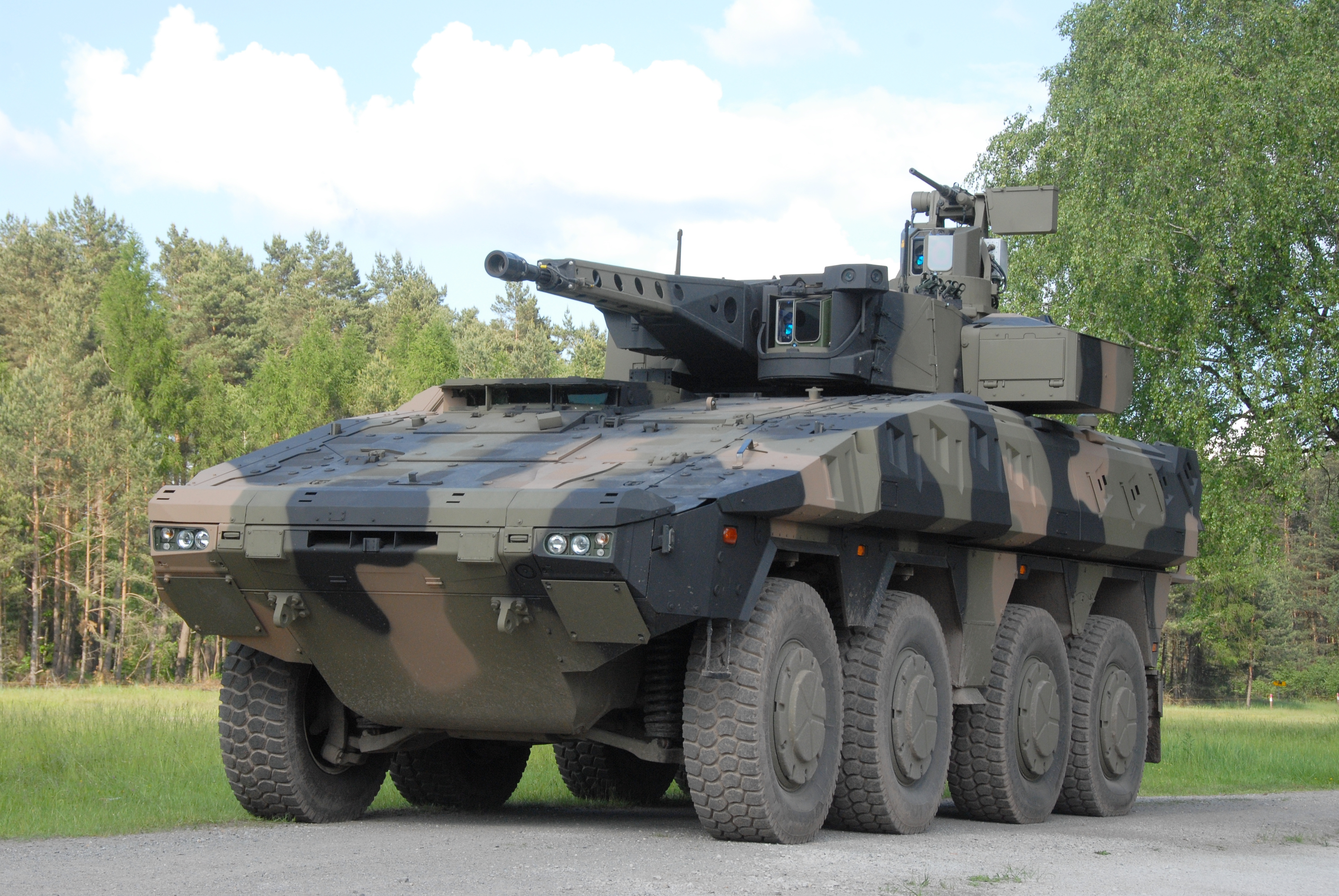
Boxer mit Lance-Turm für Australien

Ausgerüstet mit dem Lance-Turm präsentierte Rheinmetall auf der Eurosatory 2010 ihre Variante eines Boxer mit Maschinenkanone. Der Turm ist mit der MK30-2/ABM und einem Maschinengewehr bestückt. Das Fahrzeug verfügt darüber hinaus über einen integrierten Werfer für Panzerabwehrlenkflugkörper des Typs Spike LR2. Die Besatzung besteht aus dem Fahrer sowie zwei Soldaten im Turm, die Absitzstärke beträgt bis zu sechs Mann. Im Mai 2012 führte Rheinmetall den voll funktionsfähigen Prototyp im Erprobungszentrum in Unterlüß potentiellen Kunden vor.
In Australien wird der Boxer in der Ausführung mit dem Lance-Turm in der Funktion als Spähpanzer (engl. Combat Reconnaissance Vehicle, kurz CRV) mit einer Absitzstärke von 6 Infanteristen eingeführt.
Bei der Bundeswehr ist die Nutzung der Lance-Boxer ohne Absitzstärke als „schwerer Waffenträger Infanterie“ (sWaTrInf) zur Feuerunterstützung bei den Mittleren Kräften vorgesehen. 

#### Boxer IFV-RCT30

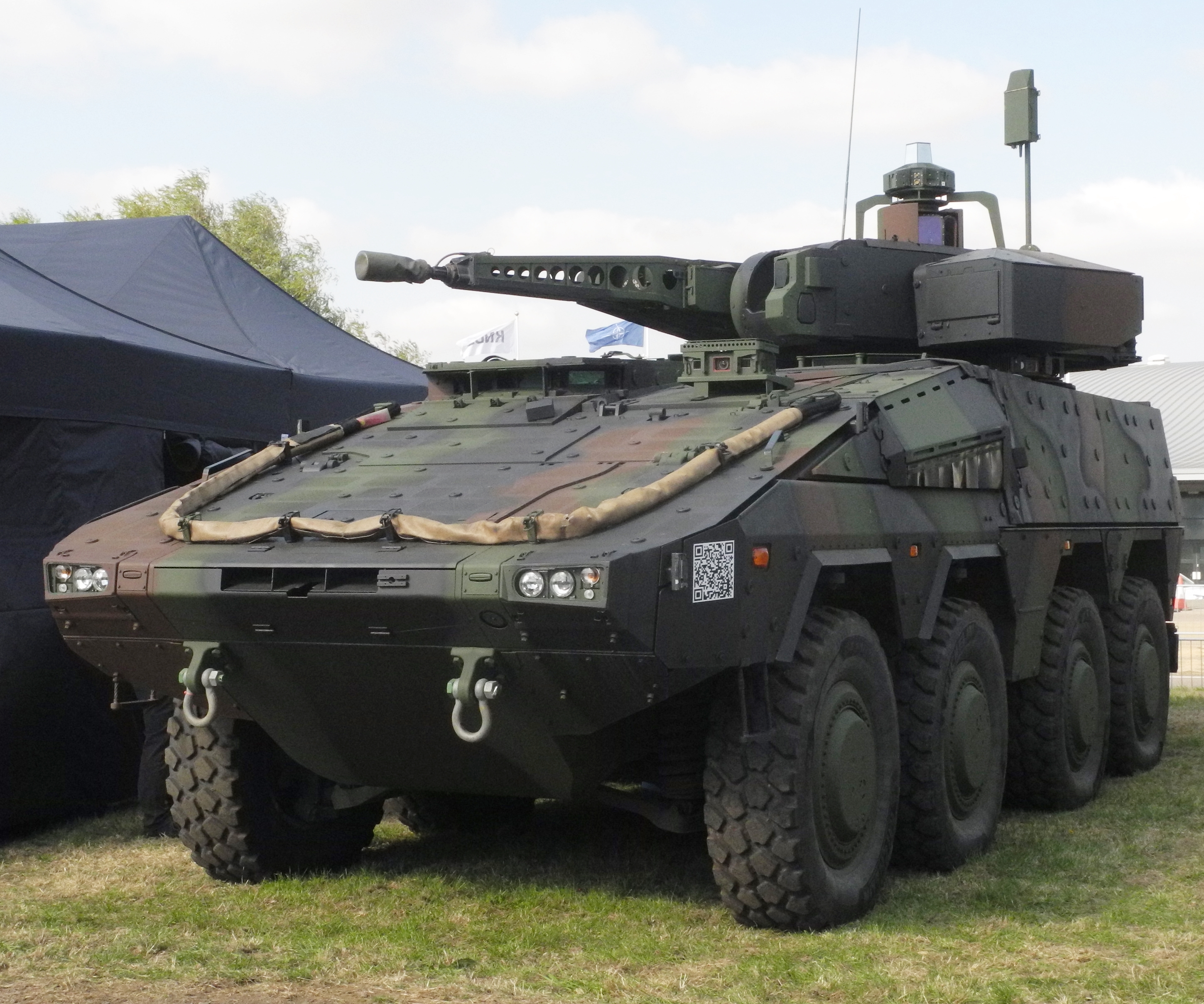
Boxer mit RCT30-Turm des SPz Puma

KNDS Deutschland bietet eine Radschützenpanzervariante mit dem unbemannten Turm RCT30 an, wie er auch beim Schützenpanzer Puma verwendet wird. Durch ein C4I-System können die Fahrzeuge in ein Führungssystem integriert werden, was die Versorgung der Infanteriesoldaten mit Navigations- und taktischen Informationen ermöglicht. Der Turm verfügt als Hauptwaffe über eine Maschinenkanone MK 30-2/ABM, die Sekundärbewaffnung besteht aus einem koaxialen Maschinengewehr im Kaliber 7,62 × 51 mm NATO und einem Werfer für Panzerabwehrflugkörper Spike LR/LR2. Die Besatzung besteht aus dem Kommandanten, dem Fahrer sowie einem Richtschützen, der Kampfraum bietet laut Hersteller Platz für bis zu 7 weitere Soldaten.
Eine Weiterentwicklung von KNDS ermöglicht die Bekämpfung von Klein- und Kleinstdrohnen mittels programmierbarer Air Burst Munition in einer Entfernung von bis zu 1500 m. 
Bei der Bundeswehr sollen die Boxer RCT30 als Radschützenpanzer für die Grenadiere der Mittleren Kräfte eingesetzt werden.

### Gruppentransportfahrzeug
Die Boxer Variante als Gruppentransporter (GTFz oder englisch Armoured Personnel Carrier – APC ‚gepanzertes Mannschaftstransportfahrzeug – gepanzertes MTW‘) verfügt über eine Heckrampe und bietet im Missionsmodul Platz für acht Soldaten. Die Bundeswehr verfügt abweichend über eine Konfiguration für sieben Soldaten. Auf dem Vorderteil des Moduldaches befindet sich eine Waffenstation, die mit dem Granatwerfer HK GMW oder dem Maschinengewehr Browning M2 ausgerüstet werden kann. An jedem Sitzplatz sind Schnittstellen zur Aktualisierung der Lageinformationen und zum Laden der Akkus der Ausrüstung des IdZ angebracht. Für den Einsatz in Afghanistan wurden die Boxer zur Version A1 aufgerüstet. Diese beinhaltete neben dem ISAF-Tarnanstrich eine zusätzliche Panzerung sowie eine um 30 cm erhöhte Waffenanlage zur besseren Wirkung.
In der deutschen Ausführung verfügt das Fahrzeug über einen Wasserkocher und eine Feldtoilette.

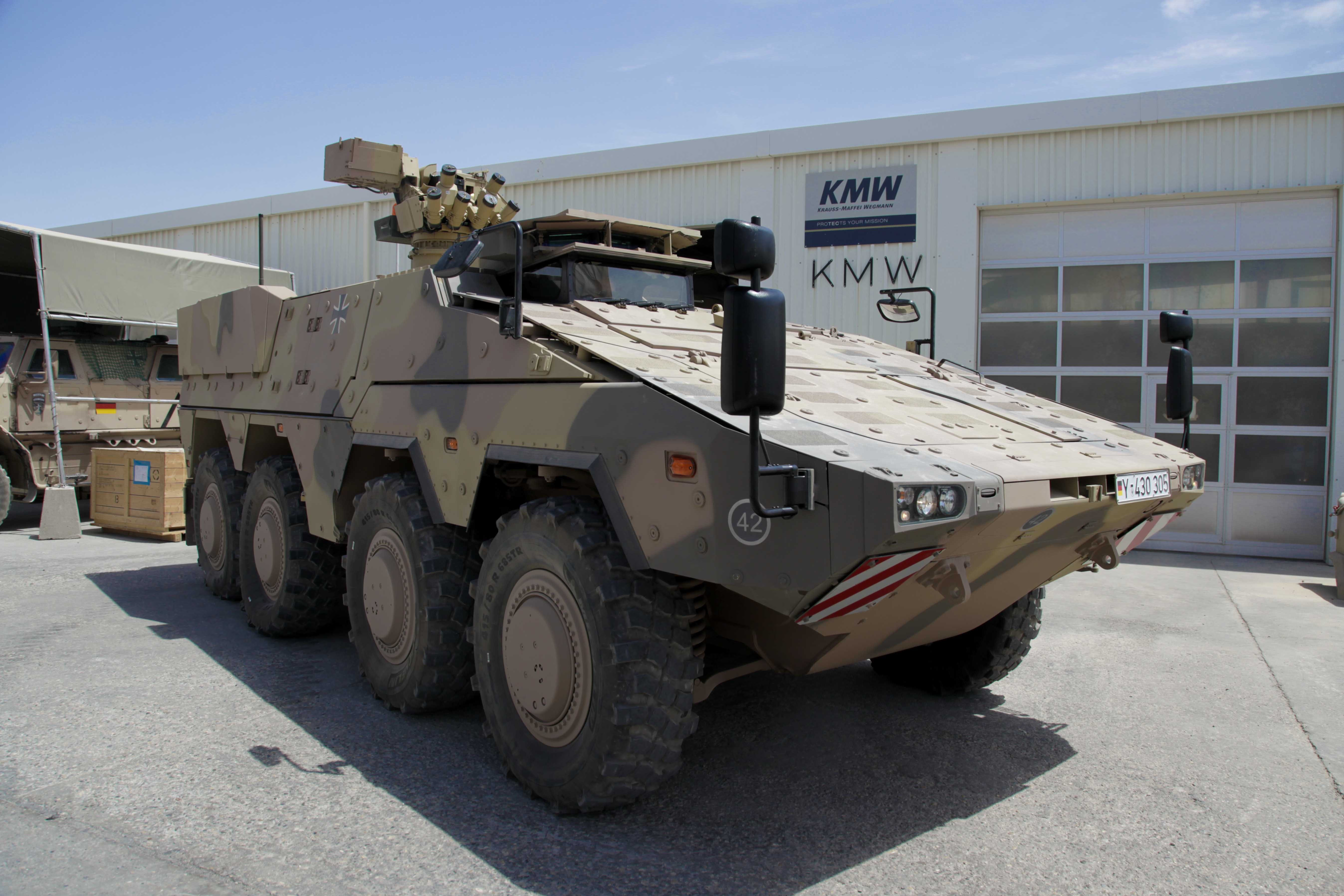
Boxer in der Ausbaustufe A1 in Afghanistan
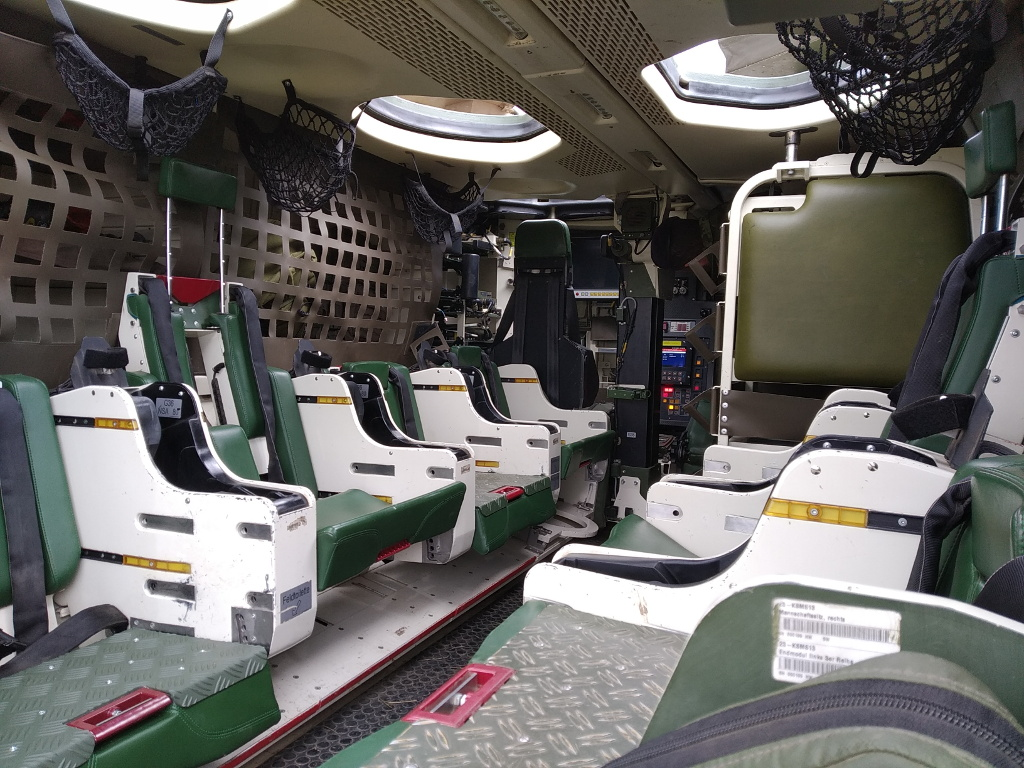
Blick in das Modul
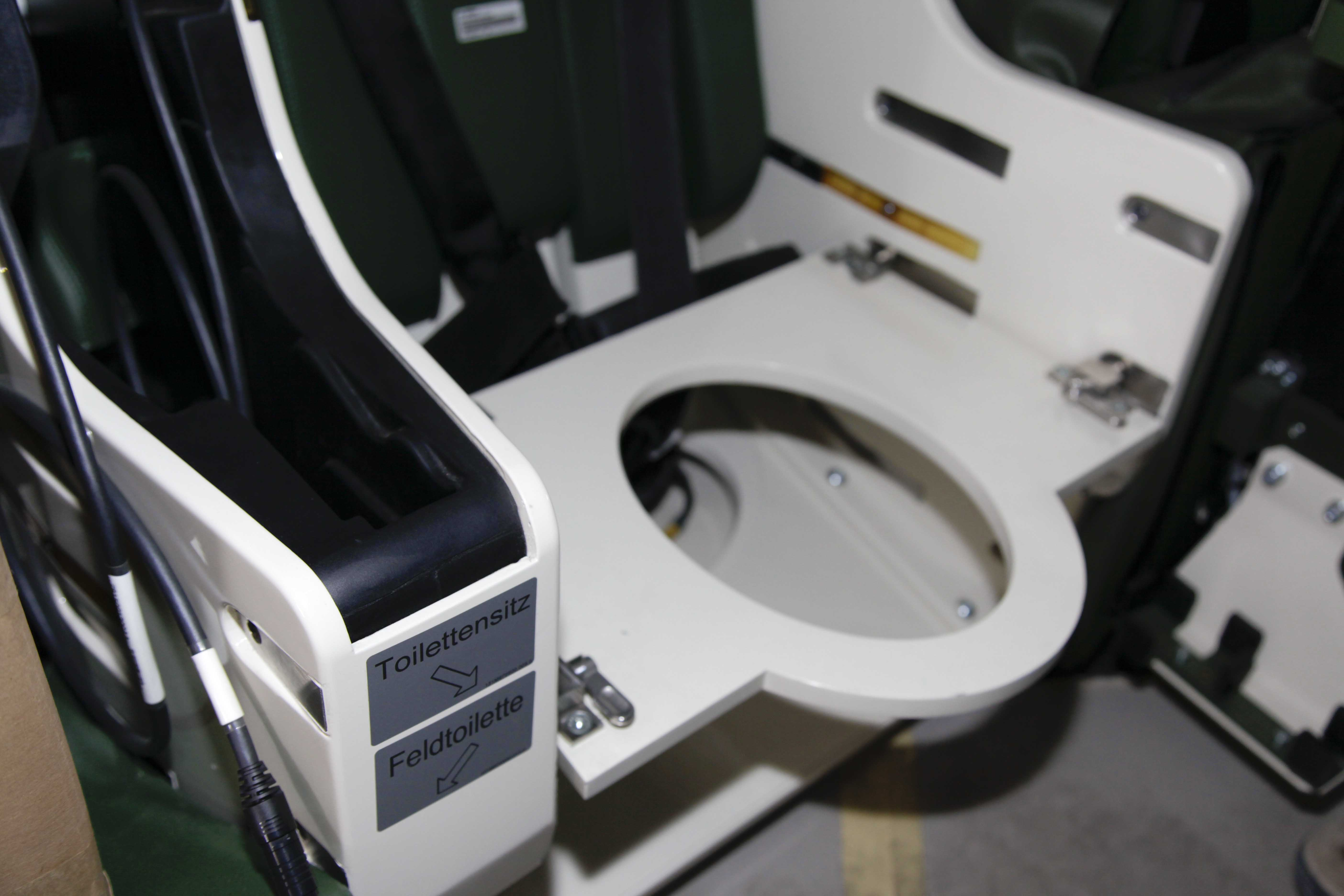
Sitz zur Aufnahme einer Feldtoilette
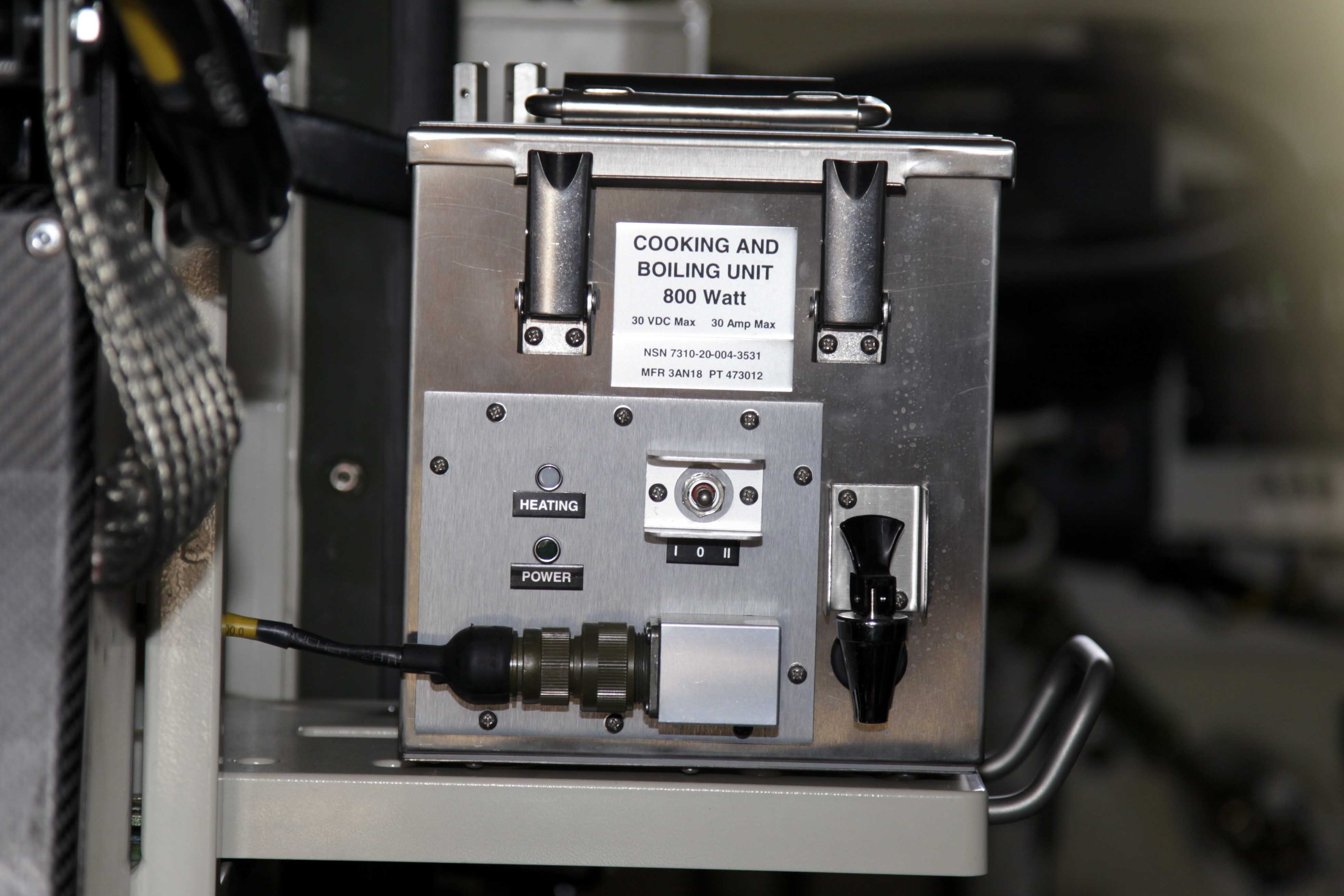
Wasserkocher

### Flugabwehrkanonenpanzer

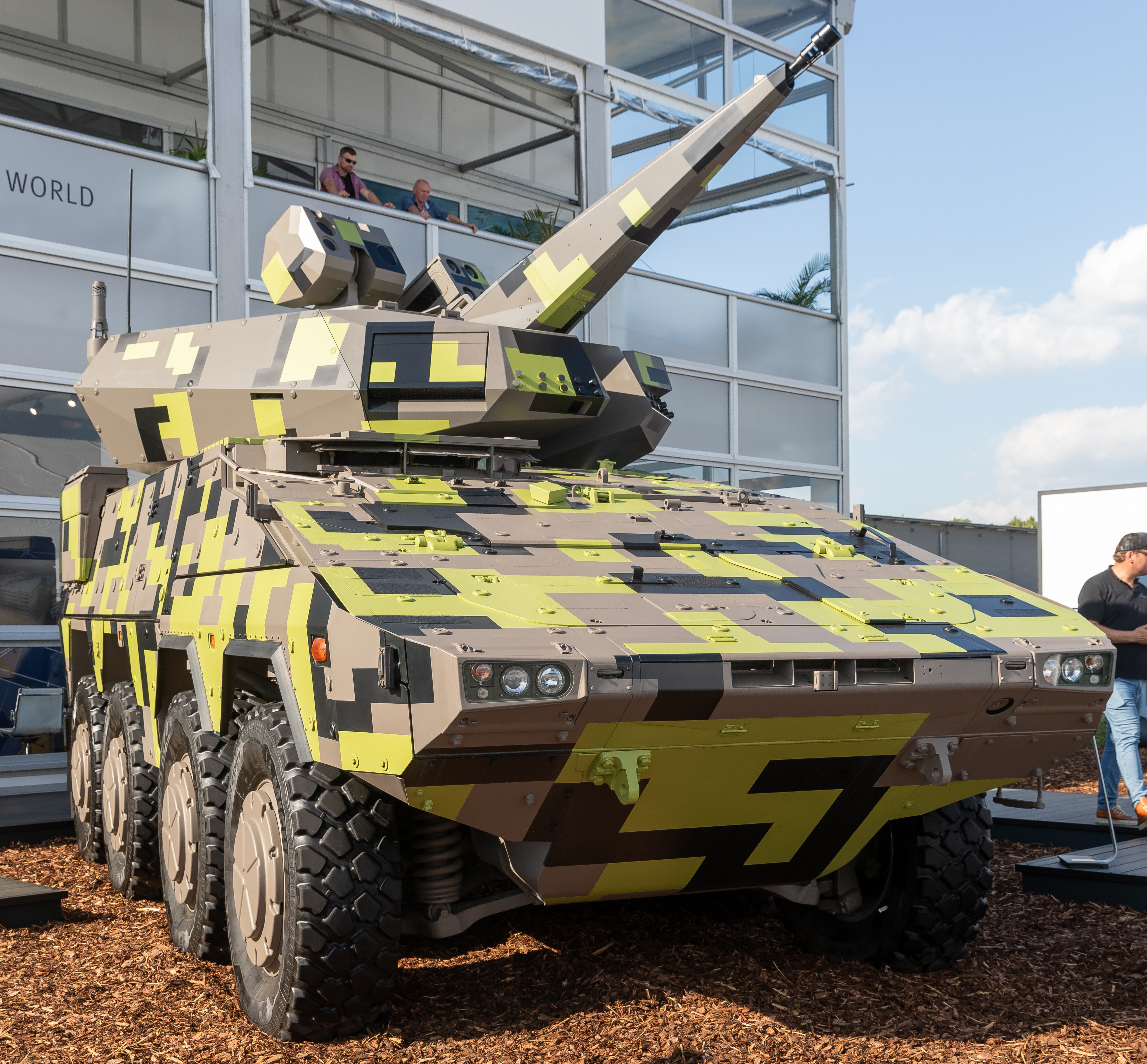
Vorführmodell des Boxers mit Skyranger-30-Kanonenturm

Der Boxer als Flugabwehrkanonenpanzer basiert auf dem Flugabwehrsystem Rheinmetall Skyranger 30. In dem unbemannten Turm ist neben einer 30-mm-Revolverkanone Oerlikon KCE-ABM als Zweitbewaffung ein Werfer für Flugabwehrraketen kurzer Reichweite integriert. Mit ihrer Kadenz und Präzision übertrifft die 30-mm-Kanone die Wirkung der zwei Oerlikon 35-mm-KDA-Kanonen im Flugabwehrkanonenpanzer Gepard. Die eigene Sensorik, u. a. mit AESA-Radar und dem passiven Infrarot-Sensor FIRST, kann Ziele rundum (360 Grad) entdecken und verfolgen.

### Führungsfahrzeug
Die Boxer Variante Führungsfahrzeug (FüFz oder Command Post Vehicle [CP]) sind mit einer Fünf-Mann-Besatzung besetzt. Der Boxer CP ist mit einer vollständigen C4I-Umgebung (Command, Control, Communication, Computer and Intelligence) ausgestattet, die auf HF-, VHF- und UHF-Funkgeräten sowie Breitband-Satellitenkommunikation basiert. Die Systeme können sowohl im mobilen als auch im stationären Betrieb eingesetzt werden, wobei mehrere Fahrzeuge hintereinander geschaltet werden können. Flexible Sitzanordnungen, Racks und Regale ermöglichen die Anpassung des Fahrzeugs an spezifische Einsatzanforderungen.
Die Version der Bundeswehr hat eine Geräteausstattung aus dem Führungsinformationssystem des Heeres. Es ist ebenso mit einer FLW 200 und dem schweren Maschinengewehr ausgerüstet. Die deutschen Fahrzeuge verfügen über ein aufblasbares Zelt, welches auf dem Dach des Fahrzeuges mitgeführt wird. Um das Zelt zu entladen, verfügt das Fahrzeug über einen kleinen handbetriebenen Windenkran.

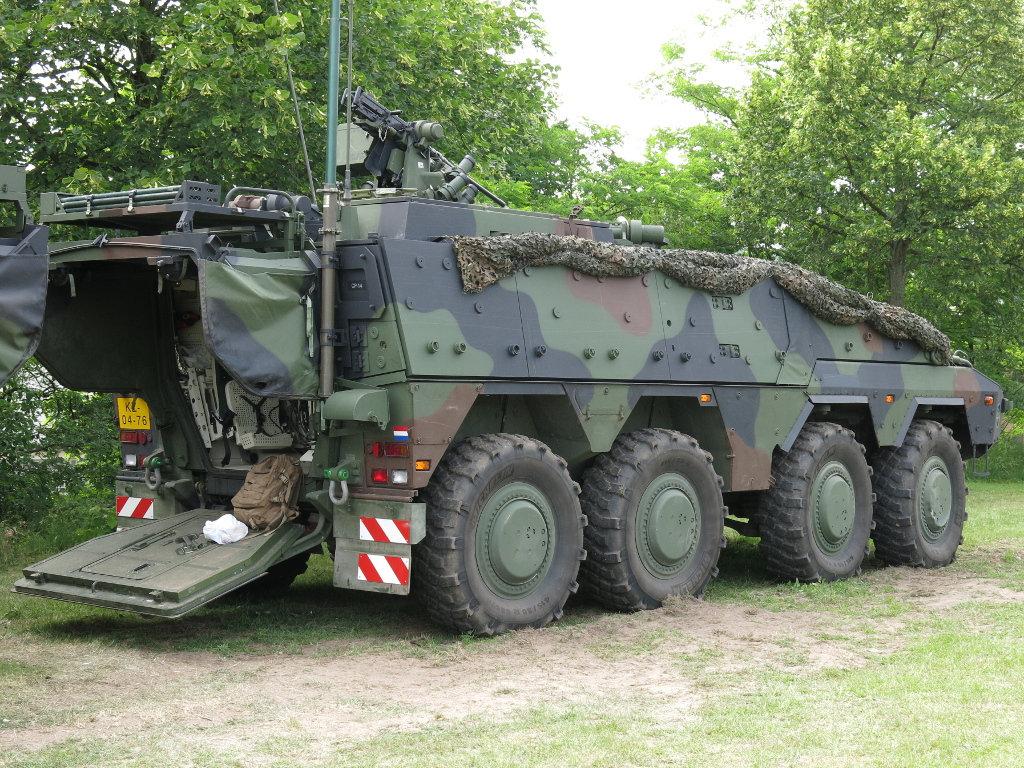
Niederländischer Boxer Commando Post
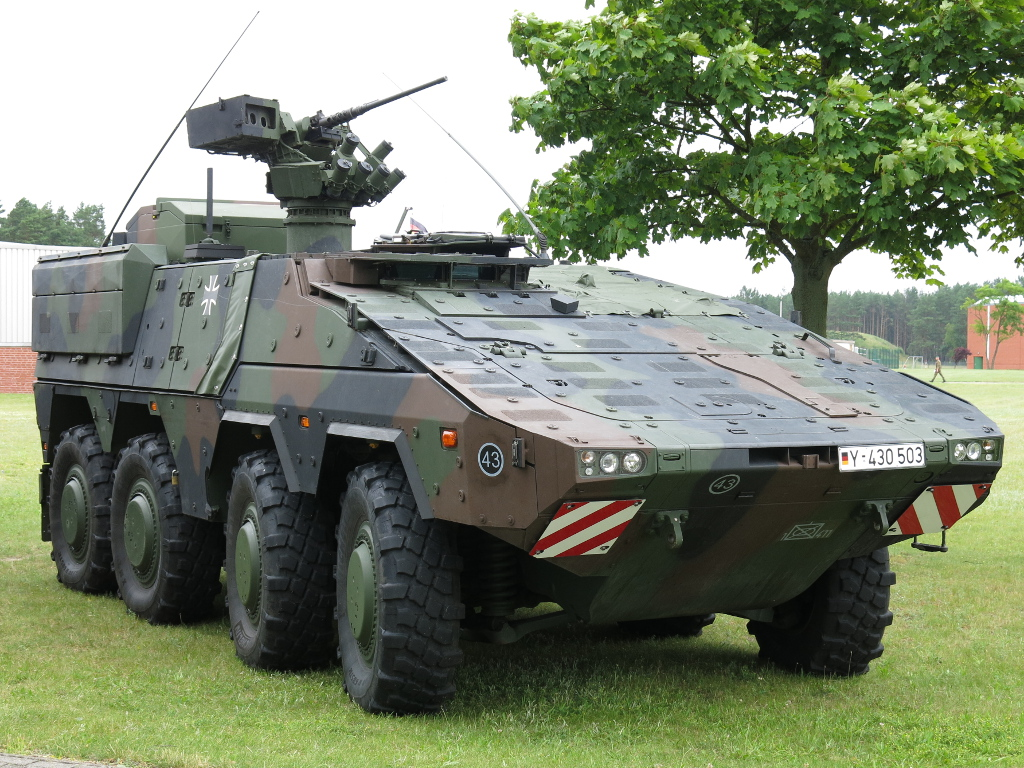
Führungsfahrzeug der Bundeswehr
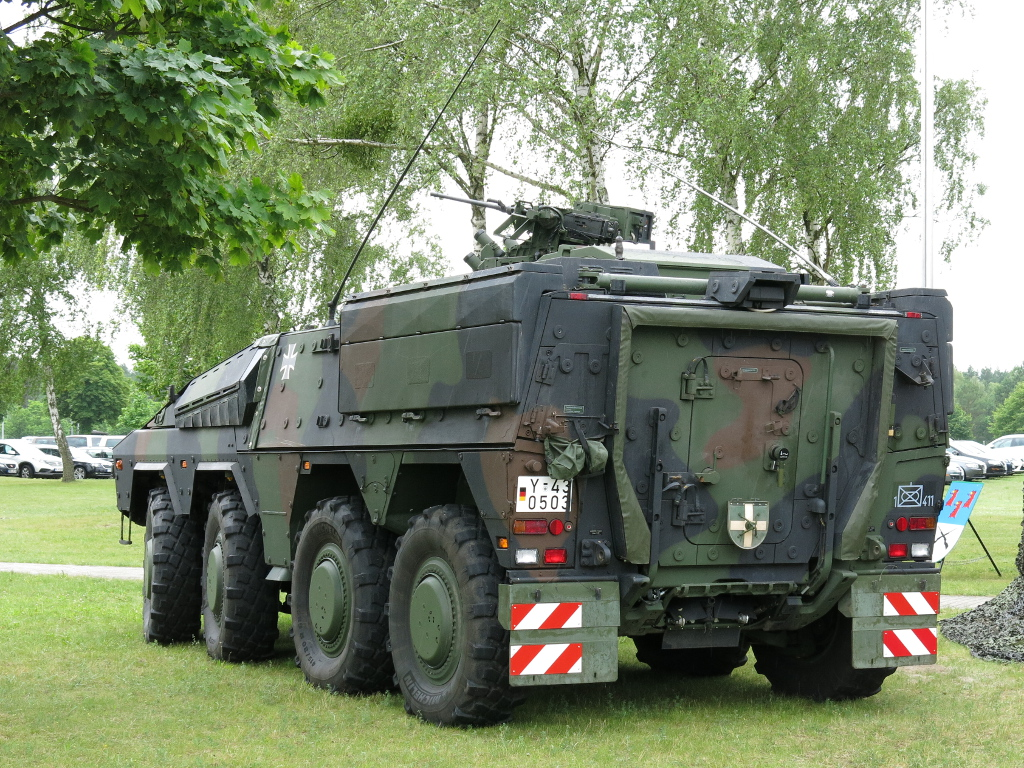
Führungsfahrzeug der Bundeswehr
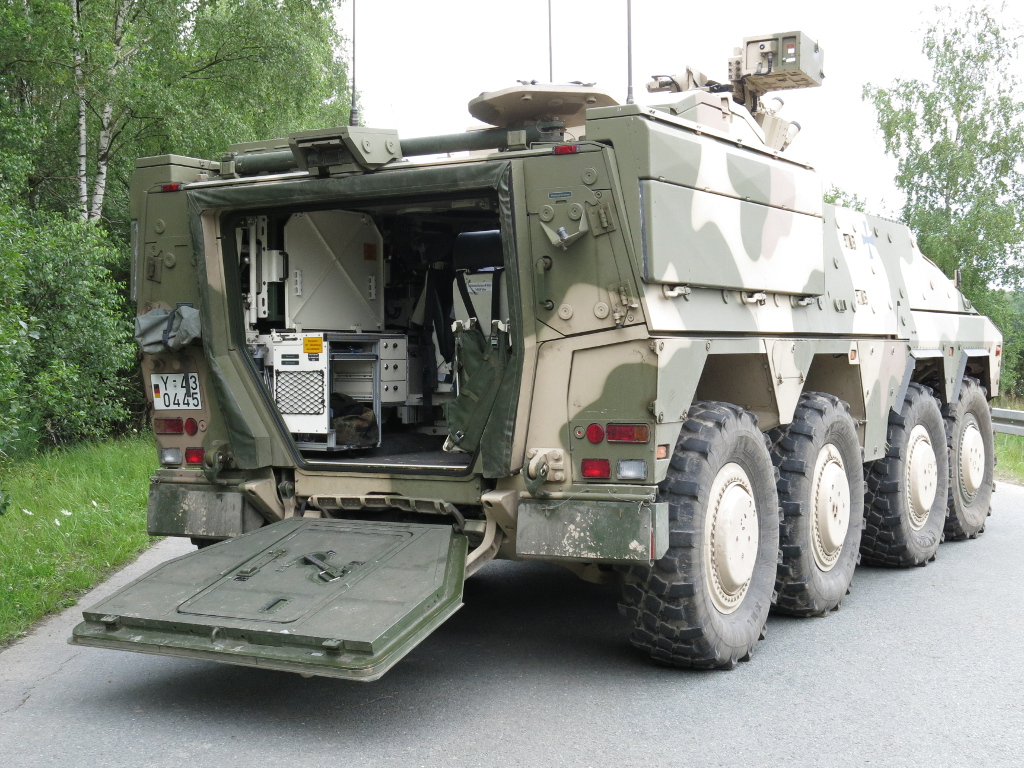
Blick in das Modul
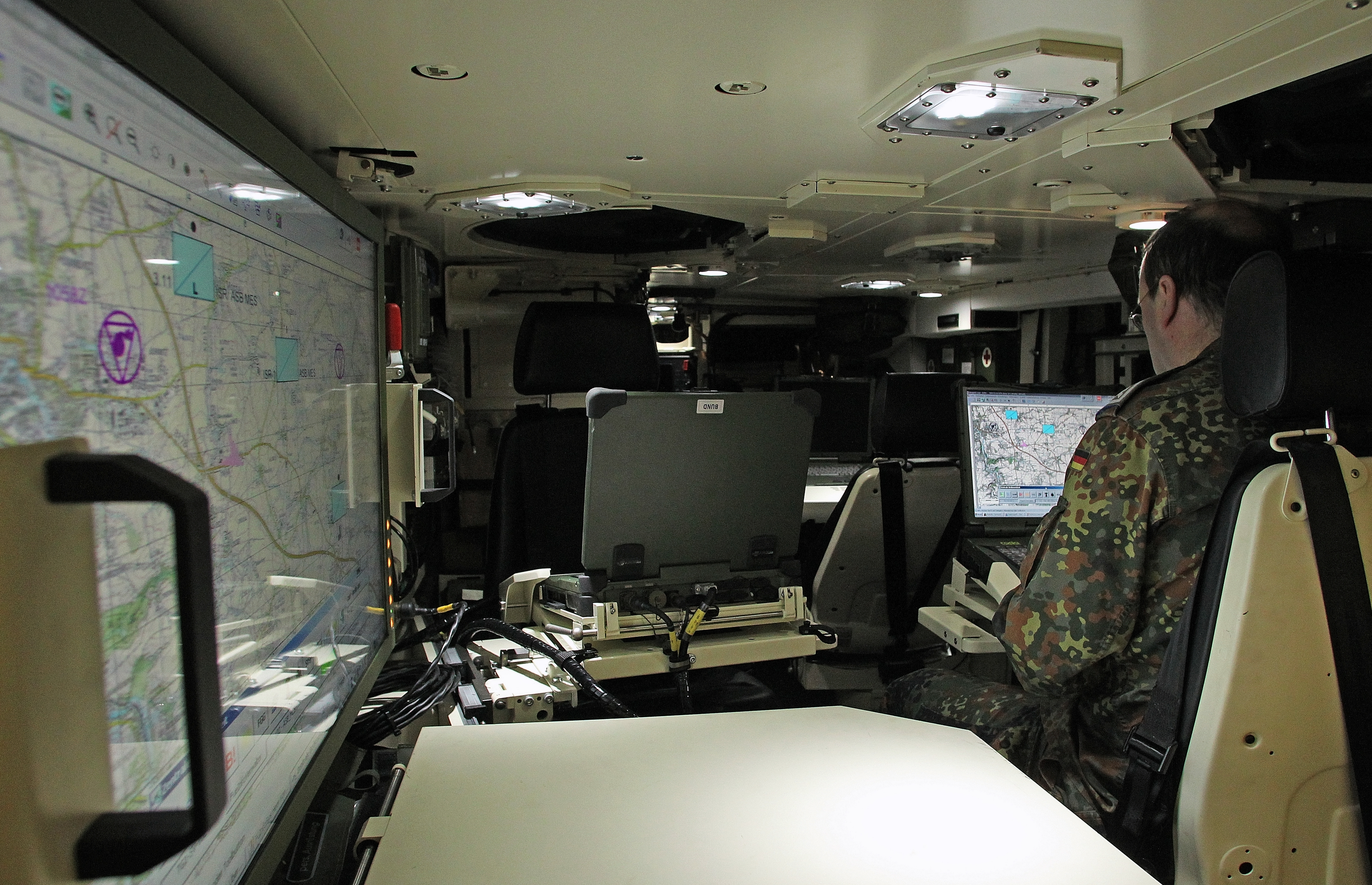
Innenaufnahme

### Pionierfahrzeug
Die Boxer Pioniervariante (Armoured Engineer Group Vehicle, Niederländisch: Geniegroep (GNPR)) ist ein spezifisches niederländisches Technik- und Logistikfahrzeug, das für den Transport von Truppen und Pioniergruppenausrüstung eingesetzt wird. Es bietet im Missionsmodul Platz für sechs Soldaten und deren persönliche Ausrüstung sowie einen zusätzlichen separaten Stauraum für Munition. Sie kann als Unterstützungsfahrzeug mit anderen Einheiten eingesetzt werden oder für eigenständige Aufgaben, wie z. B. die Räumung von Strecken oder als geschützter Arbeitsort bei Minenräum- oder Sprengarbeiten, verwendet werden.

### Sanitätsfahrzeug
Für das GTK Boxer gibt es zwei unterschiedliche Missionsmodule für Sanitätsfahrzeuge (Ambulance): eines zur Behandlung (inkl. Intensivtherapie) und eines zur Erstversorgung und Verbringung der Patienten. Beide Sanitätsfahrzeuge sind mit einer anpassbaren Inneneinrichtung ausgestattet, welche adaptierbar ist und individuell bis zu sieben sitzende, zwei liegende und drei sitzende, drei liegende oder nur einen liegenden Patienten aufnehmen kann. Die Variante für die Bundeswehr wird als „schweres geschütztes Sanitätskraftfahrzeug“ (sgSanKfz) bezeichnet und unter Federführung von KNDS Deutschland (ehemals Krauss-Maffei Wegmann) entwickelt. Die Variante für die niederländischen Streitkräfte wird von Rheinmetall Niederlande entwickelt und als „Ambulance Vehicle“ bezeichnet.
Zur Beobachtung des Fahrzeugumfeldes besitzt das sgSanKfz neben der Rückfahrkamera am Heck drei weitere Kameras rund um die Kommandantenluke: eine ist nach vorn gerichtet, die anderen zur linken Fahrzeugseite.

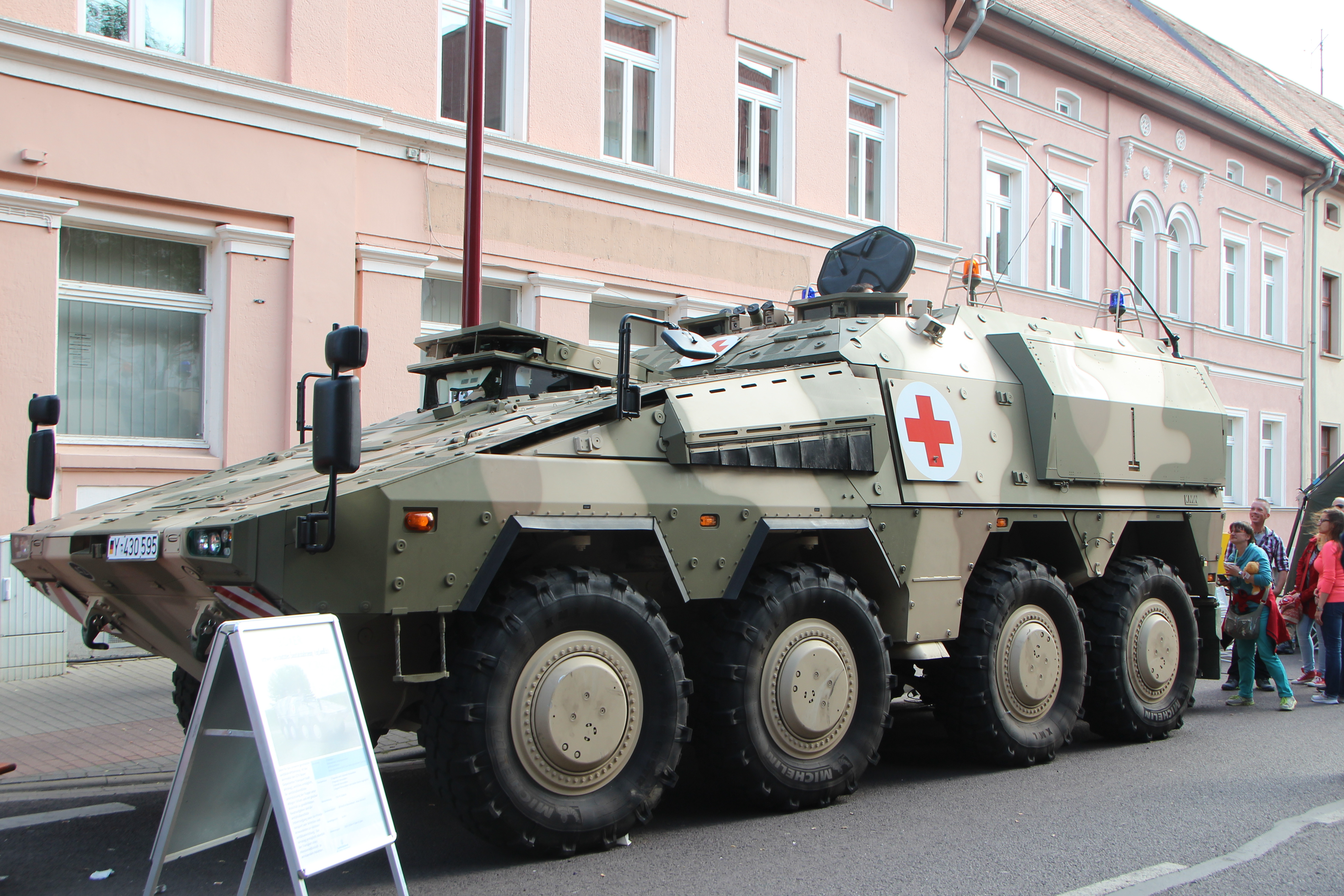
Deutsches Sanitätsfahrzeug
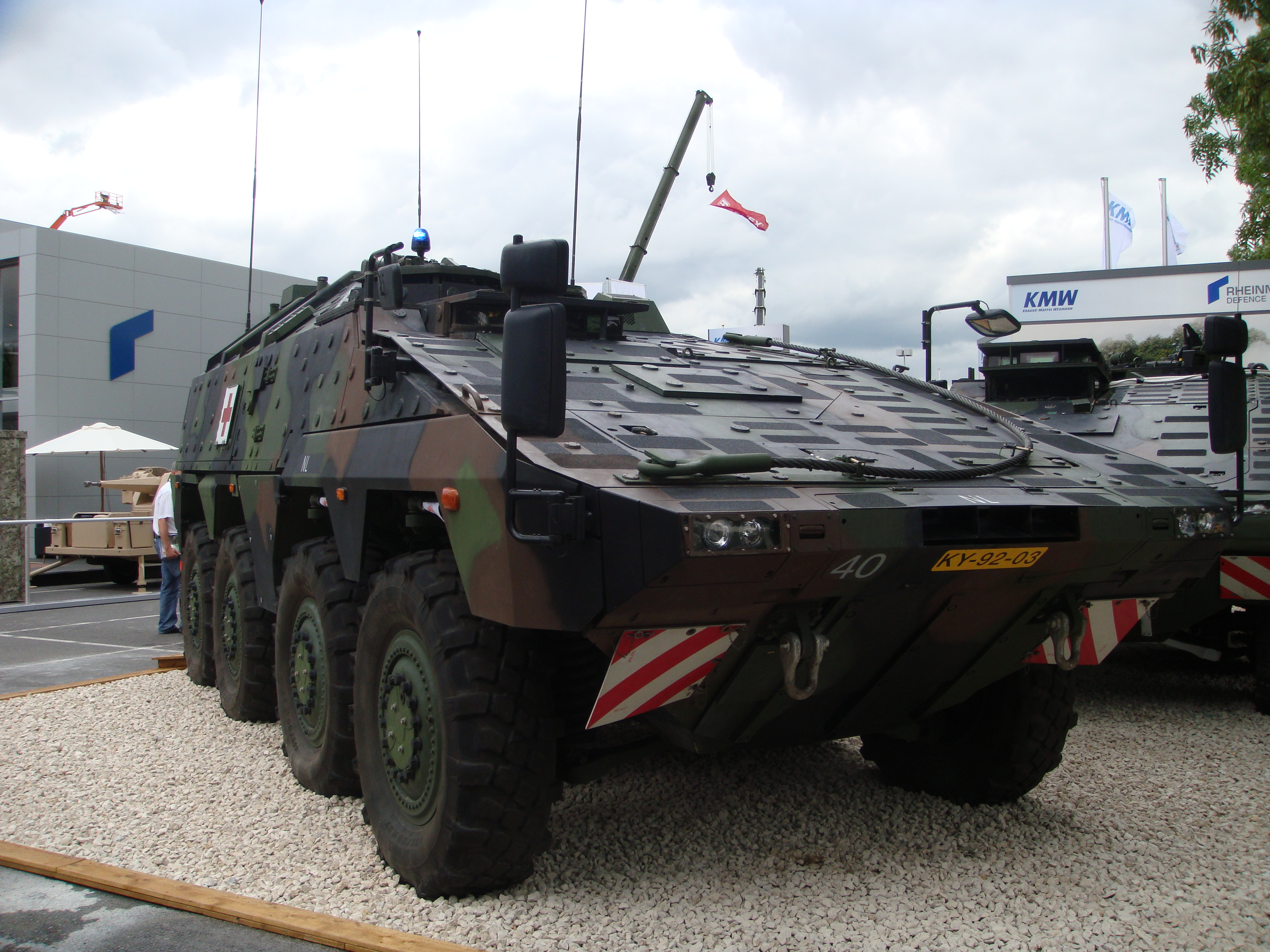
Niederländischer Boxer in Konfiguration Ambulanz
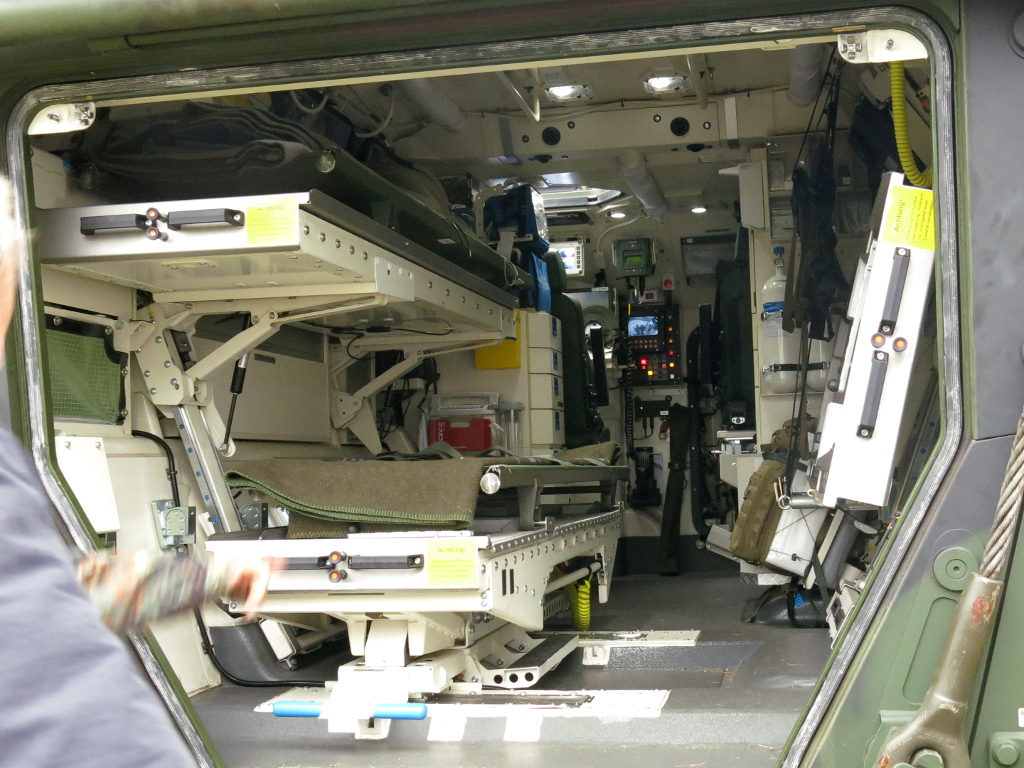
Blick in das Modul

### Transportfahrzeug
Die Boxer Transportfahrzeugvariante (Cargo Vehicle) ist eine spezifisch niederländische Variante, die die Variante YPR-765 des Armored Infantry Fighting Vehicle (AIFV) in den Niederländischen Streitkräften ersetzt. Sie ist mit einem speziellen Ladeboden ausgestattet, um die Ladung während des Transports zu sichern, und kann maximal zwei Standard-Armeepaletten von je einer Tonne transportieren (max. Nutzlast: 2,5 t). Die Paletten werden mittels integriertem Kran geladen. Die Innenausstattung des Fahrzeugs lässt sich je nach Bedarf an die verschiedenen Einsatzarten anpassen. Die Besatzung besteht aus Kommandant/Schütze und Fahrer.

### Fahrschulfahrzeug

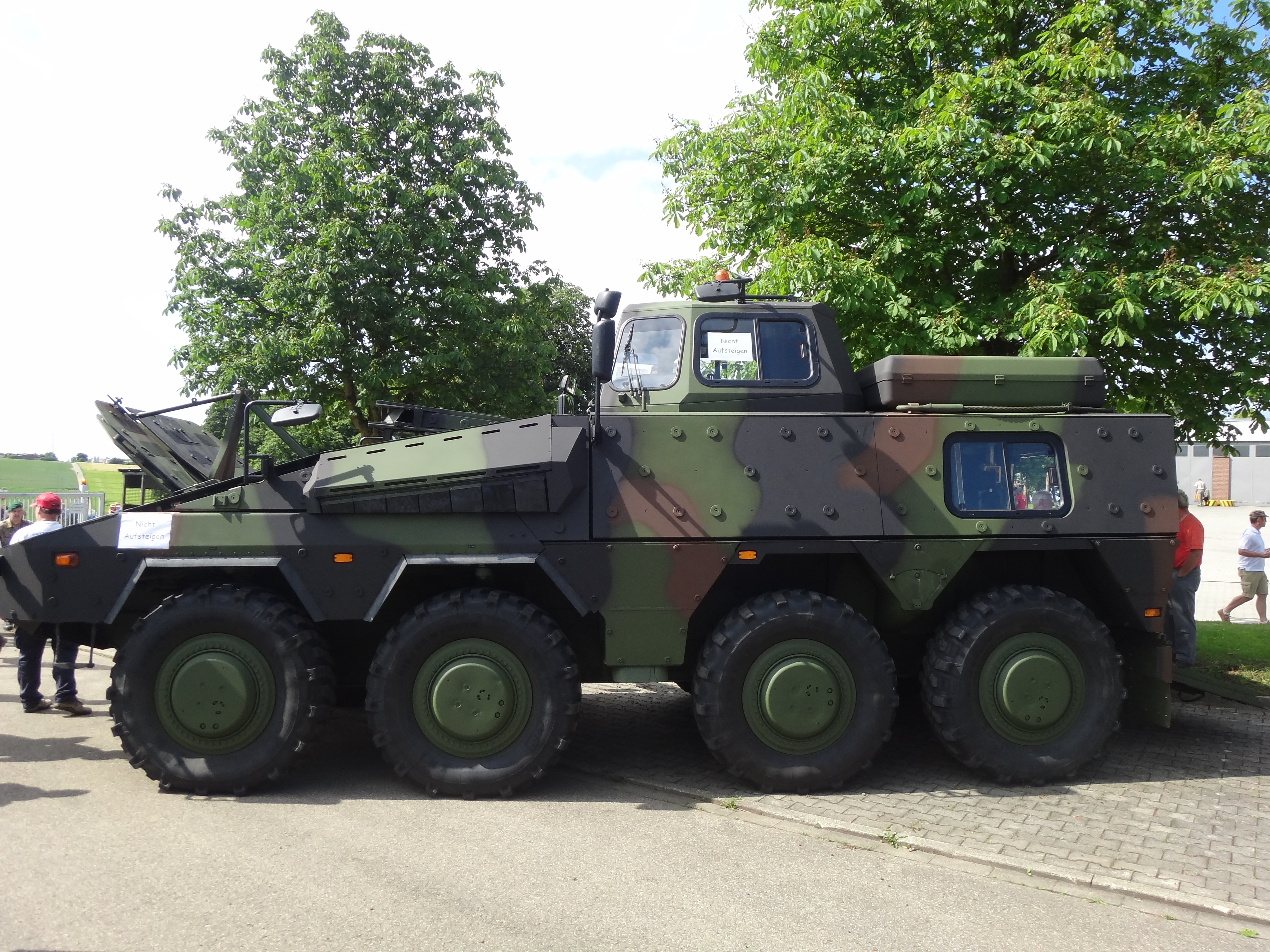
Boxer als Fahrschulversion

Die Fahrschulvariante (Driver Training Vehicle, DTV) baut auf dem GTK Boxer auf und besitzt eine aufgesetzte Kabine für den Fahrlehrer. Der Boxer DTV kann neben dem Fahrer eine 4-köpfige Besatzung befördern. Der Fahrlehrer und ein Besatzungsmitglied (z. B. der Fahrprüfer) sitzen erhöht in der gläsernen Fahrschulkabine, um die bestmögliche Sicht zu gewährleisten. Zwei weitere Besatzungsmitglieder können im hinteren Teil des Missionsmoduls untergebracht werden.

### Weitere Missionsmodule
Das Grundkonzept mit Missionsmodulen führt dazu, dass von der Nutzerseite immer wieder neue Ideen und Forderungen für die Realisierung weiterer Fähigkeiten auf Basis des Boxer vorgestellt werden. Hierzu gehören u. a. Aufklärung und Beobachtung mit stabilisierter Plattform (Joint Fire Support Team), qualifizierte Fliegerabwehr, u. a. gegen Drohnen und Hubschrauber (Short Range Air Defence) und Infanteriekampf mit bemanntem Turm und Mittelkaliberkanone (Heavy Weapon Platform, vgl. Radschützenpanzer).
Neben den o. g. Versionen präsentiert Artec deshalb den militärischen Kunden weitere Vorschläge für Missionsmodule, zum Teil als funktionsfähige Demonstratoren, die in Auswertung militärischer Forderungen konzipiert worden sind.
- Aufklärung und Beobachtung mit stabilisierter Plattform (Joint Fire Support Team; Im Dezember 2021 wurde ein Entwicklungsauftrag für 2 Fahrzeuge erteilt. Weitere 18 Fahrzeuge sollen bis 2027 zulaufen.[38])
- Brückenlegefahrzeug mit Leguan-Brücke.
- Ferngesteuerte Haubitze 155 mm (RCH 155, englisch remote controlled howitzer).
- Flugabwehrraketenpanzer mit dem Flugabwehrraketensystem IRIS-T SLS (Teil des Luftverteidigungssystem Nah- und Nächstbereichsschutz (LVS NNbS))[39]
- Laserwaffensystem zur Abwehr von Drohnen und Artilleriegeschossen.
- Mörserträger.
- Munitionstransporter.
- Raketenwerfer zur Ergänzung/Ablösung MARS.

Mit dem einzigen bisher außerhalb von Artec entwickelten Missionsmodul hat die FFG Flensburger Fahrzeugbau-Gesellschaft im Jahr 2019 ein Fahrzeug für Bergung und Feldinstandsetzung vorgestellt.

### Fahrmodul auf Ketten
Auf der Eurosatory 2022 stellte KMW (seit April 2024 KNDS Deutschland) ein auf eigene Kosten entwickeltes neues Fahrmodul mit Kettenantrieb vor. Mit dem Ketten-Boxer können alle bisherigen Missionsmodule eingesetzt werden. Das Gesamtgewicht steigt auf 45 Tonnen, davon 17 Tonnen für das Missionsmodul. KMW (seit April 2024 KNDS Deutschland) zeigte das Fahrzeug mit einem ebenfalls neu entwickelten Modul mit unbemanntem Turm und einer 120-mm-Glattrohrkanone mit Ladeautomat.

## Nutzer
Es wurden Fahrzeuge mit folgenden Missionsmodulen bestellt (Reihenfolge der Länder und Module nach bestellter Stückzahl):
| Modul                   | UK  | Deutschland | Australien | Niederlande | Litauen | Ukraine | Gesamt |
| ----------------------- | --- | ----------- | ---------- | ----------- | ------- | ------- | ------ |
| Gruppentransporter      | 146 | 256         |            |             |         |         | 402    |
| Führung                 | 212 | 65          | 15         | 36          | 4       |         | 332    |
| Kanonenturm Lance       |     | 123 (sWaTr) | 133 (CRV)  |             |         |         | 256    |
| Transport               | 200 |             |            | 12          |         |         | 212    |
| Sanität                 | 65  | 72          |            | 52          |         |         | 189    |
| Kanonenturm Samson      |     |             |            |             | 112     |         | 112    |
| Pionier                 |     |             |            | 92          |         |         | 092    |
| Haubitze RCH 155        |     |             |            |             |         | 54      | 054    |
| Joint Fire Support      |     |             | 29         |             |         |         | 029    |
| Fahrschule              |     | 10          |            | 8           | 2       |         | 020    |
| Flugabwehr Skyranger 30 |     | 19          |            |             |         |         | 019    |
| Mehrzweck               |     |             | 13         |             |         |         | 013    |
| Instandsetzung          |     |             | 11         |             |         |         | 011    |
| Bergung                 |     |             | 10         |             |         |         | 010    |
| Kanonenturm RCT30       |     |             |            |             |         | 9       | 09     |
| Gesamt                  | 623 | 545         | 211        | 200         | 118     | 63      | 1760   |

 Deutschland:
Vier Grundvarianten
In einem ersten Los wurden 272 GTK Boxer in vier Varianten für die Bundeswehr beschafft, nämlich Gruppentransport (125), Sanität (72), Führung (65), und Fahrschule (10).
Im November 2014 wurde bekannt, dass die Bundesregierung die Beschaffung eines zweiten Loses mit 131 Boxern plante, um den Bestand der Bundeswehr auf insgesamt 403 Boxer zu erhöhen.
Im Dezember 2015 beauftragte die internationale Beschaffungsagentur OCCAR im Auftrag des Bundesamtes für Ausrüstung, Informationstechnik und Nutzung der Bundeswehr (BAAINBw) Artec mit der Lieferung von 131 GTK Boxer A2 in der Variante „Gruppentransportfahrzeug (GTFz)“. Gleichzeitig wurde die OCCAR mit der Koordinierung der Kampfwertsteigerung der bereits vorhandenen Boxer zur Ausbaustufe A2 beauftragt. Im Juni 2021 wurde der letzte neugebaute Boxer an das BAAINBw übergeben. Die zuletzt ausgelieferten Boxer sind im Konstruktionsstand A2, in den Erfahrungen und Modifikationen aus dem Afghanistan-Einsatz eingeflossen sind. Die Umrüstung aller Boxer älteren Rüststands auf die Version A2 sollte bis 2024 abgeschlossen werden.
Flugabwehrvarianten
2019 beauftragte das BAAINBw die Entwicklung eines Boxer-Moduls zur „qualifizierten Fliegerabwehr“ im Nah- und Nächstbereich. Ziel war die Ausrüstung von zunächst 10 Fahrzeugen zur Drohnenabwehr für das deutsche VJTF-Kontingent 2023. Diese sollten mit einem Spexer-Fliegerleitradar von Hensoldt als Sensor und einer fernbedienbaren Waffenstation Protector M151 von Kongsberg mit einem 40-mm-Granatwerfer zum Verschuss von Air-Burst-Munition als Effektor ausgerüstet werden. Die Lieferung war bis Ende 2020 vorgesehen, die Beschaffung wurde jedoch aufgrund zu geringer Leistungsfähigkeit des Systems gestoppt.
Das Bundesverteidigungsministerium plant, seitdem der massive Einsatz von Drohnen im Russland-Ukraine-Krieg beobachtet werden kann, den Wiederaufbau der Heeresflugabwehrtruppe der Bundeswehr, die im Jahr 2012 außer Dienst gestellt wurde. Um die Fähigkeitslücke in der bodengebundenen Luftverteidigung durch das Luftverteidigungssystem Nah- und Nächstbereichsschutz (LVS NNbS) zu schließen, soll das Heer in den nächsten Jahren als Teil des modularen Systems drei neue Boxer-Varianten erhalten. Im Februar 2024 billigte der Haushaltsausschuss des deutschen Bundestages hierfür in einem ersten Schritt die Beschaffung eines ersten Loses von 19 Skyranger 30 auf Basis des GTK Boxer (dv. ein Nachweismuster) inkl. 8 Nachladefahrzeuge sowie 8 Werkstattausstattungen und 18 On-Board-Simulatoren.
Darüber hinaus soll der Vertrag auch eine Bestelloption für die spätere Beschaffung von 30 weiteren Flakpanzern umfassen. Das Nachweismuster für den Flakpanzer soll 2024 geliefert werden und die ersten Seriensysteme 2026 an die Truppe gehen. Als Zweitbewaffung soll der auf Drohnenabwehr spezialisierte Lenkflugkörper SADM eingerüstet werden. Zuvor war die Einrüstung der Flugabwehrrakete Stinger in einer Version mit Abstandszünder geplant. Ergänzt werden soll der Boxer Skyranger im System LVS NNbS durch eine Variante als Flugabwehrraketenpanzer mit dem Flugabwehrraketensystem IRIS-T SLS sowie eine Variante als Feuerleitpanzer. Alle drei Boxer zur Flugabwehr sollen in einem vernetzten System gemeinsam wirken. Im Januar 2024 bewilligte der Haushaltsausschuss des Deutschen Bundestages die Entwicklung dieser beiden Varianten. Ein Prototyp des Systems soll nach Plan im Jahr 2028 zur Verfügung stehen.
Joint Fire Support Team
Im Juni 2021 wurden durch den Bundestag Haushaltsmittel zur Entwicklung zweier neuer Fahrzeuge als Prototypen für ein Joint Fire Support Team, schwer freigegeben. Die Prototypen sollten bis 2023 zur Verfügung stehen und anschließend bis 2027 um 18 weitere Fahrzeuge (insgesamt 10 Teams mit jeweils einem Fahrzeug für Boden-Boden- und einem Fahrzeug für Luft-Boden-Aufgaben) ergänzt werden.
Schwerer Waffenträger Infanterie
Am 23. März 2023 wurde bekannt, dass die deutsche Bundesregierung beabsichtigt, mehr als 100 Fahrzeuge in der Variante mit Lance-Kanonenturm, wie ihn die Australian Army nutzt, als „schwerer Waffenträger Infanterie“ (sWaTrInf) zu beschaffen. Die Fertigung dieser Gefechtsfahrzeuge soll in dem neu errichteten Rheinmetall-Werk in Ipswich, Queensland und der Zulauf des ersten Fahrzeugs 2025 erfolgen. Das deutsche Heer hat einen Gesamtbedarf von 128 Schweren Waffenträgern angemeldet. Jedes Infanteriebataillon der neuen Mittleren Kräfte soll für die schwere Kompanie zwölf dieser Kampffahrzeuge als Ersatz für die Waffenträger Wiesel 1 in den Versionen mit Maschinenkanone und Panzerabwehrraketen erhalten. Im Gegensatz zur australischen Variante und zum ebenfalls geplanten Radschützenpanzer soll der sWaTrInf keine Infanteristen transportieren, sondern Feuerunterstützung mit der Maschinenkanone und der Panzerabwehr leisten, während der Kampfraum zum Transport von Munition (perspektivisch auch Loitering Munition) genutzt wird.
Der Haushaltsausschuss des Deutschen Bundestages genehmigte am 20. März 2024 schließlich die Beschaffung von 123 „Schweren Waffenträgern Infanterie“. Das erste Nachweismuster des Schweren Waffenträger Infanterie wurde am 2. Mai 2024 an die Bundeswehr übergeben. 19 Serienfahrzeuge sollen im Jahr 2025 ausgeliefert werden. Ab 2026 ist eine jährliche Lieferung von 25 Fahrzeugen vorgesehen, mit einer Restlieferung von drei Fahrzeugen 2030. Der Vertrag umfasst zudem umfangreiche Zusatzleistungen u. a. die logistische Versorgung in den ersten fünf Jahren nach Auslieferung des ersten Serienfahrzeugs, die Lieferung von fünf Gefechtssimulatoren, diverse weitere Ausbildungsanlagen sowie die Kaderausbildung aller mit dem System vertrauten Soldaten und Fachkräfte.
Radschützenpanzer
Im Juni 2024 wurde bekannt, dass die Bundeswehr plant, 150 Radschützenpanzer mit dem unbemannten Turm RCT30, wie er auch beim Schützenpanzer Puma genutzt wird, zu beschaffen. Diese Radschützenpanzer sollen die Fahrzeuge der Grenadiere der neu in Aufstellung befindlichen Kräftekategorie Mittlere Kräfte werden. Der im Vergleich zum Schweren Waffenträger sowie dem Schützenpanzer Puma größere Kampfraum bietet Platz für sechs voll ausgerüstete Grenadiere samt Gruppenbewaffnung, die das Soldatensystem Infanterist der Zukunft – Erweitertes System (IdZ-ES) nutzen. Die Realisierung des Vorhabens soll über die europäische Rüstungsagentur OCCAR erfolgen, um – gemeinsam mit z. B. den Niederlanden – größere Stückzahlen und somit geringere Fahrzeugpreise zu erzielen.
Radhaubitze
Verteidigungsminister Boris Pistorius gab bei seinem Besuch im September 2024 in Idar-Oberstein bekannt, dass die Bundeswehr plane, im Frühjahr kommenden Jahres die Beschaffungsvorlagen für neue Radhaubitzen den zustimmungspflichtigen Gremien des Parlaments vorzulegen. Der zu Beginn 2023 erschienen Informationsbroschüre des Heeres „Zeitenwende Ukraine-Krieg – Modernisierung der Landstreitkräfte“ zufolge hat das Heer einen Bedarf von 160 Radhaubitzen.
 Niederlande: Das erste Los umfasste ca. 200 Stück in fünf Varianten für das Niederländische Heer. Ursprünglich wurden 60 Führungsfahrzeuge, 52 Sanitätsfahrzeuge, 52 Pionierfahrzeuge, 27 Fahrzeuge in der Transportvariante und 8 Fahrschulfahrzeuge bestellt. Die Niederlande stellten jedoch fest, dass sich das Anforderungskonzept geändert hatte und die Anzahl der bestellten Varianten in dieser Hinsicht nicht mehr den tatsächlichen Bedürfnissen entsprach. Anstelle von Transport- und Führungsfahrzeugen wurden zusätzliche Pionierfahrzeuge benötigt. Im Mai 2016 schlossen OCCAR (als Vertretung der Niederlande) und Artec einen Vertrag über einen veränderten Mix an Fahrzeugen: 92 Pionierfahrzeuge (plus 39), 12 Cargo-Fahrzeuge (minus 15) und 36 Führungsfahrzeuge (minus 24). Im April 2022 teilte das niederländische Verteidigungsministerium mit, dass im Rahmen der Neubeschaffung der EloKa-Systeme in den Jahren 2027 und 2028 auch die aktuellen Trägerfahrzeuge Fuchs durch 15-30 GTK Boxer ersetzt werden sollen.
 Litauen: Im Dezember 2015 veröffentlichte das litauische Landesschutzministerium Pläne, für ihre Streitkräfte den Boxer zu beschaffen. Im Auswahlverfahren, an dem zwölf Hersteller teilnahmen, konnte sich der GTK Boxer am Ende gegen den Stryker und Piranha V durchsetzen. Geplant sind 84 in der Variante Radschützenpanzer und vier als Führungsfahrzeuge. Anders als beim Erprobungsfahrzeug, einem Boxer mit Puma-Turm von KNDS Deutschland (ehemals KMW), werden Turm und Waffensystem vom israelischen Rüstungsunternehmen Rafael Advanced Defense Systems zugeliefert, um die hohen Anschaffungskosten des GTK Boxer zu kompensieren. Der unbemannte, voll stabilisierte Samson Mk II-Turm hat eine 30-mm-Maschinenkanone Bushmaster II Mk44 und ein Maschinengewehr vom Kaliber 7,62-mm. Als Panzerabwehrlenkwaffe ist die Spike-LR geplant, wovon zwei im Turm mitgeführt werden können. Der Turm selbst ist ungepanzert, kann jedoch nach STANAG 4569 bis Level 4 aufgerüstet werden. Das Militär favorisierte im Vorfeld den Boxer mit Javelin-Panzerabwehrlenkrakete. Der Vertrag über die 88 Fahrzeuge wurde am 22. August 2016 unterzeichnet. Die ersten beiden Fahrschulpanzer wurden im Dezember 2017 geliefert, die Auslieferung sollte 2021 abgeschlossen sein. Dies war mit einem Umfang von 390 Millionen Euro der bis dahin größte Waffenkauf in der Geschichte der litauischen Armee.
Im Dezember 2017 erhielt Litauen die ersten beiden GTK Boxer in der Fahrschulvariante, im Juni 2019 die ersten beiden GTK Boxer in der Variante als Infantry Fighting Vehicles (IFV). Die Fahrzeuge werden in Litauen unter der Bezeichnung IFV Vilkas (Litauisch: Wolf) geführt. „Die Anzahl bestellter Fahrzeuge wurde später auf 91 erhöht. Von der Gesamtzahl an Boxern werden 55 als Gruppenfahrzeuge, 18 als Zugführerfahrzeuge und zwölf als Kompanieführerfahrzeuge ausgeführt. Vier Boxer werden als Führungsfahrzeuge ausgestattet. Alle Boxer entsprechen der Konfiguration A2, mit verbesserter Position der fernbedienbaren Waffenstation und verbessertem Schutz, zahlreichen elektrischen Anpassungen zur Vorbereitung neuer Ausstattung wie Fahrersichtgeräte, Jammer und Satellitenfunk.“ Im Februar 2024 konnte die Lieferung dieses ersten Loses abgeschlossen werden.
Im April 2022 kündigte Litauen an bis 2027 mehr als eine Milliarde Euro für Beschaffungen von Verteidigungsmaterial aus den USA und Deutschland auszugeben und hiermit u. a. mehr als 100 weitere Radpanzer Boxer beschaffen zu wollen. Diese sollen sich ein wenig von den Fahrzeugen des ersten Loses unterscheiden, um Erfahrungen aus dem Krieg in der Ukraine zu berücksichtigen.
Im Oktober 2024 erhöhte Litauen die Anzahl bestellter Boxer mit Samson-Kanonenturm um 27 auf 112. Die Fahrzeuge sollen eine zusätzliche Pionierausrüstung erhalten.
 Australien: Im australischen Beschaffungsprogramm Land 400 setzte sich der Boxer als Ersatz für 225 Spähpanzer ASLAV durch. Die angebotene Variante umfasst einen bemannten Lance-Turm mit 30-mm-Kanone von Rheinmetall und ein C⁴ISR-System von Northrop Grumman. Aus einem größeren Bewerberfeld kam der Boxer 2016 gemeinsam mit dem Patria AMV35 in die Endauswahl. Mitte März 2018 verkündete Ministerpräsident Malcolm Turnbull die Entscheidung für 211 Boxer. Die meisten werden in Ipswich (Queensland) gebaut. Die Unterzeichnung des Vertrags mit einem Volumen von 2,7 Mrd. Euro folgte im August 2018. 211 der Fahrzeuge sind als Spähpanzer mit Lance-Turm geplant, die Lieferung ist für die Jahre 2019 bis 2026 vorgesehen. Die ersten Fahrzeuge trafen Mitte Juli 2019 in Brisbane ein.

## Zukünftige Nutzer
Vereinigtes Königreich: Nach ihrem Ausstieg aus dem Programm hatte das britische Verteidigungsministerium das GTK Boxer wieder in die engere Auswahl gezogen. So nahm das Fahrzeug neben dem Mowag Piranha und dem Véhicule Blindé de Combat d’Infanterie von GIAT an der Vergleichserprobung zum Future Rapid Effect System teil. Die Entscheidung war zunächst für Ende November 2007 angekündigt. Das Kabinett Brown wurde im Januar 2008 umgebildet; Des Browne wurde neuer britischer Verteidigungsminister. Die Entscheidung fiel im Mai 2008 zugunsten des Piranha.

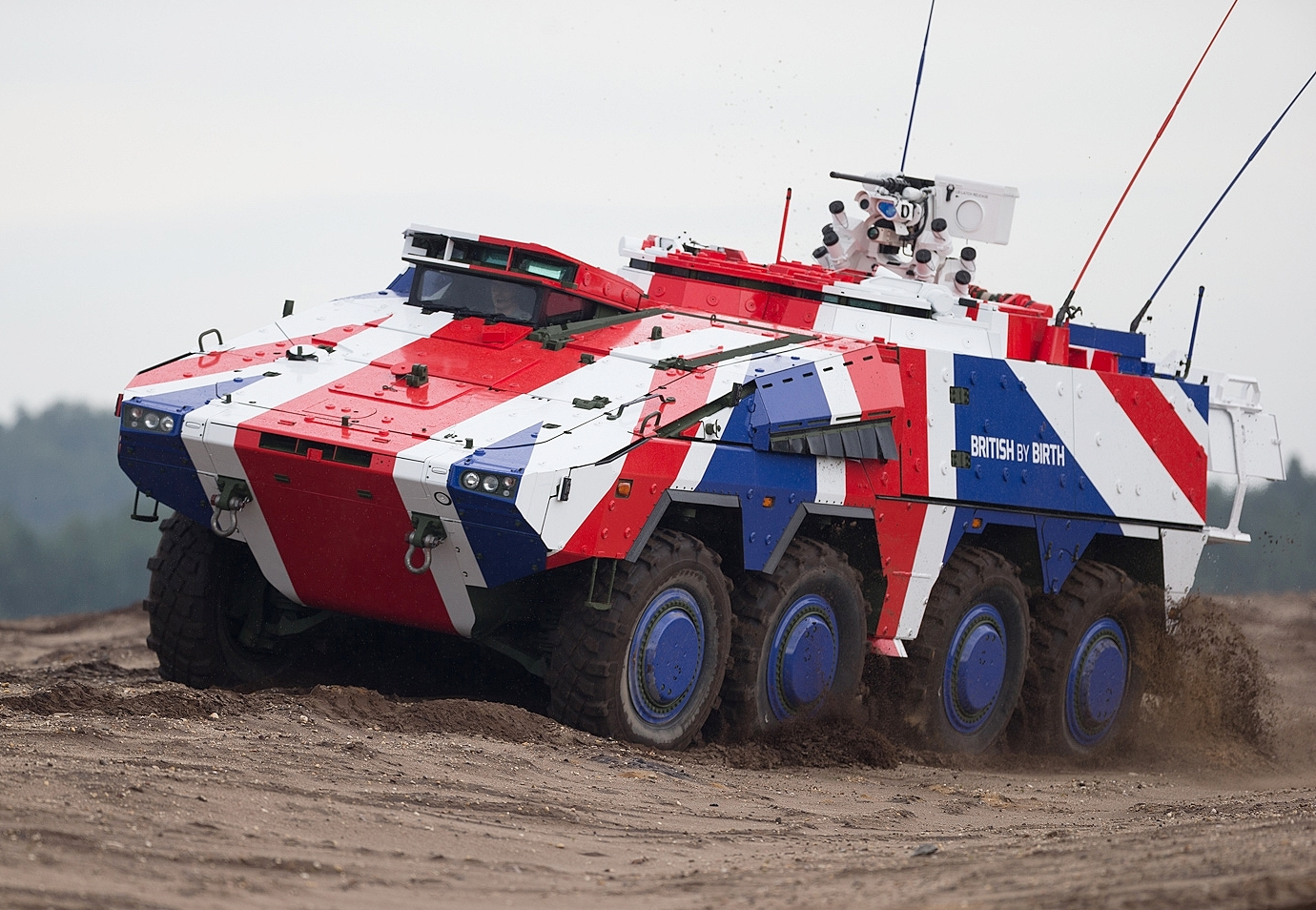
Boxer in Sonderlackierung während des Bewerbungsverfahrens in Großbritannien

Es kam jedoch nicht zu einem Vertragsabschluss. Im Oktober 2016 veröffentlichte das britische Verteidigungsministerium als ersten formellen Schritt zu einer Beschaffung von etwa 900 Panzerfahrzeugen eine vorbereitende Leistungsanfrage an die Industrie (‚Preliminary Market Engagement‘). Presseberichten zufolge strebe die British Army den Kauf des GTK Boxer an und der Fragenkatalog der Ausschreibung sei auf den Vergleich mit diesem ausgerichtet. Am 31. März 2018 gab die britische Regierung (Kabinett May II) die Absicht bekannt, wieder als Projektpartner dem Boxer-Programm beizutreten. Sie plante Verkaufsverhandlungen für das Jahr 2019 sowie im Erfolgsfall erste Lieferungen im Jahr 2023. Mindestens 60 % der Produktion inklusive der Endmontage sollen im Vereinigten Königreich stattfinden, das auch das Recht zum Export erhält. Am 4. November 2019 teilte das britische Verteidigungsministerium mit, dass die Regierung – vertreten durch die europäische Beschaffungsbehörde OCCAR-EA – bei Artec insgesamt 528 GTK Boxer bestellt hat. Geliefert werden sollen vier Varianten: Truppentransport (Infantry carrier), Lastentransport (specialist carrier), Führungsfahrzeug (Command post) und Sanitätsfahrzeuge (Ambulance). Hinzu kommen ein Unterstützungspaket für die erste Betriebsphase und Ausrüstungssätze für spezielle Missionen. Der Auftragswert wurde mit 3,2 Mrd. Euro angegeben. Zunächst produzieren Rheinmetall und KNDS Deutschland (ehemals KMW) fünf Prototypen und liefern sie bis Juni 2022 aus. Der Produktionszeitraum wird sich bis 2031 erstrecken.
Anfang April 2022 kündigte der britische Premierminister Boris Johnson an, dass die britischen Streitkräfte 100 zusätzliche gepanzerte Fahrzeuge des Typs Boxer erhalten werden, wodurch das britische Boxer-Programm auf insgesamt 623 Fahrzeuge aufgestockt wird
 Ukraine: Die Bundesregierung hat die Lieferung von 18 RCH 155 auf Basis des Boxers im Jahr 2022 genehmigt. Die Lieferung erfolgt ab 2024. Am 16. Februar 2024 kündigte die Bundesregierung im „Münchener Paket“ ein zweites Los mit weiteren 18 RCH 155 an, die 2025 bis 2027 geliefert werden sollen. Im Juni 2024 wurde die Bestellung auf insgesamt 54 Haubitzen erhöht. Ebenso wurden 9 Rct 30 Systeme für die Ukraine angekündigt.

## Verhandlung gescheitert
Slowenien: Im Februar 2018 gab das slowenische Verteidigungsministerium bekannt, den GTK Boxer 8x8 als Basisfahrzeug für die Ausstattung eines Infanteriebataillons der Slowenischen Armee ausgewählt zu haben. Im September 2022 zog sich die slowenische Regierung aus dem Boxer-Programm zurück und annullierte den Kauf. Grund hierfür war die Vorlage eines Prüfberichts über die „Effizienz der Beschaffung von 8×8-Radkampffahrzeugen für die slowenischen Streitkräfte“. In dem Prüfbericht des Verteidigungsministeriums wurden vor allem die unvollständigen Vergleiche der vorgelegten Angebote kritisiert.

## Einsatz bei der Bundeswehr

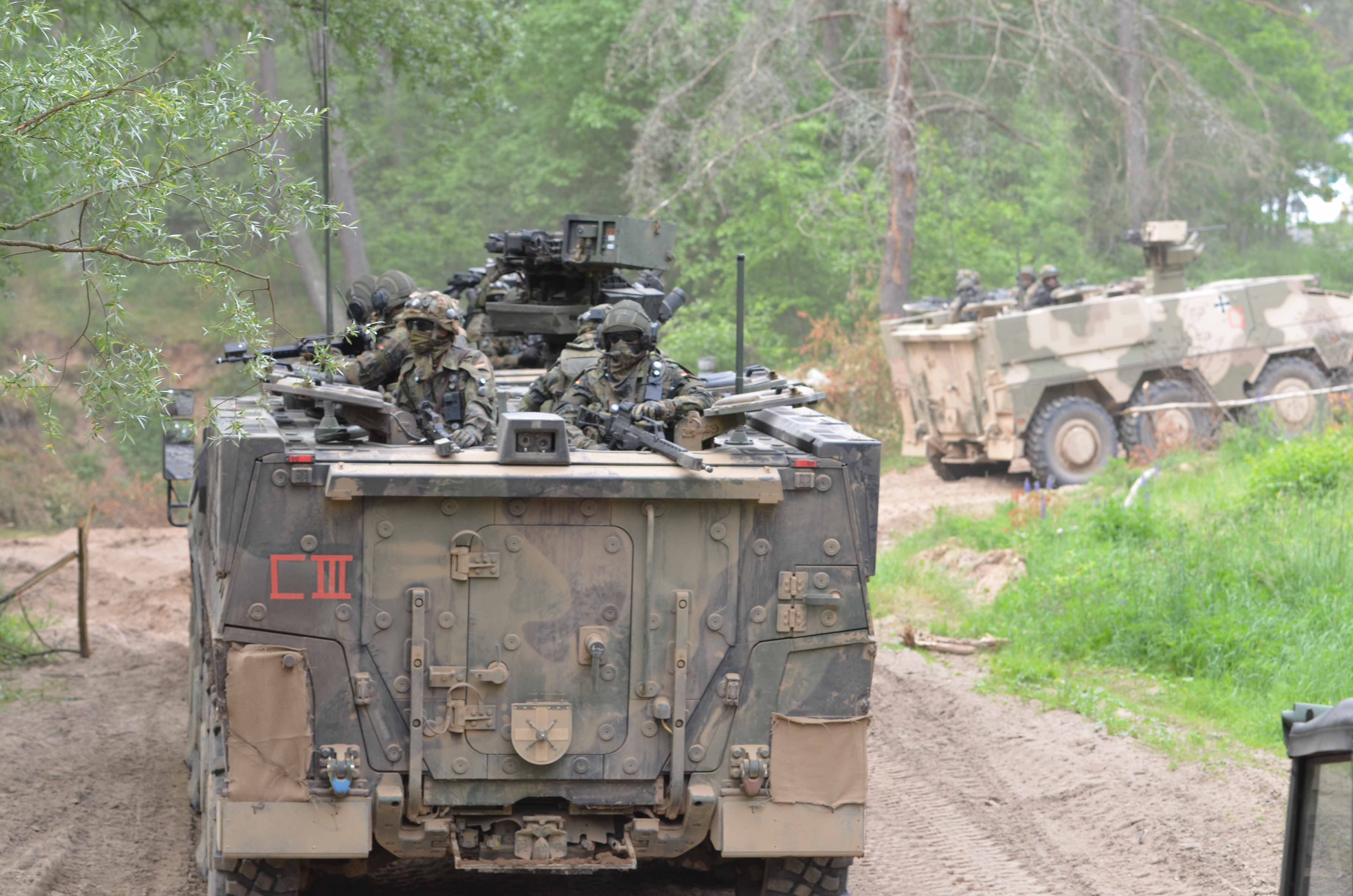
Boxer der Jägertruppe während der Übung „Saber Strike 2015“

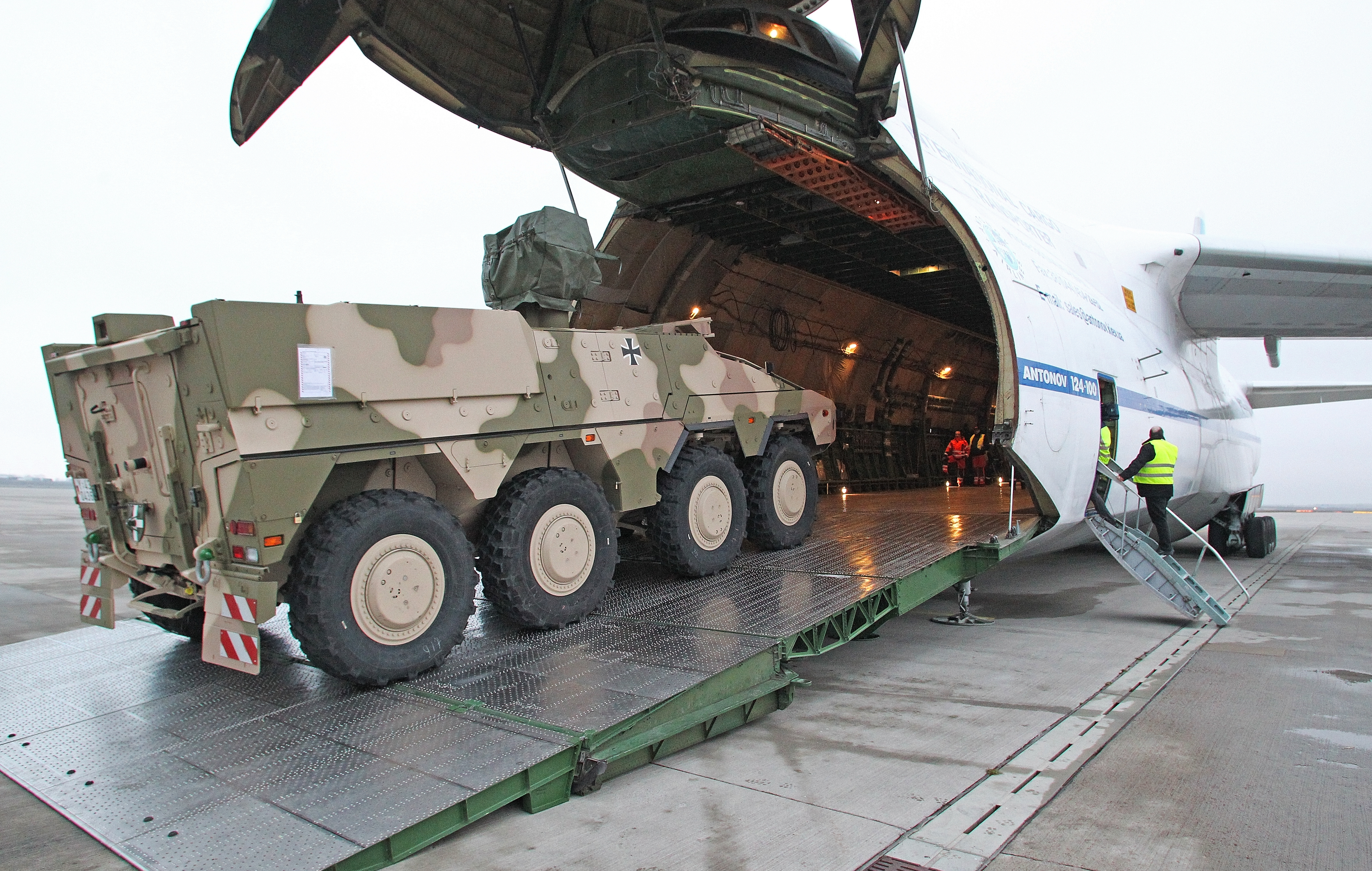
Ein Boxer der Bundeswehr wird zum Transport nach Afghanistan in eine Antonow An-124 verladen, 2012

Im März 2011 meldete die Bundeswehr die Ankunft der ersten Boxer beim Jägerbataillon 292 und deren Vorbereitung für den Einsatz in Afghanistan. Auch an die Gebirgsjägerbrigade 23 wurden erste Fahrzeuge ausgeliefert. Im Juli 2011 wurden die ersten fünf Boxer in der A1-Version nach Afghanistan verlegt, wo sie am ISAF-Einsatz teilnahmen. Sie wurden dort ab Mitte August 2011 im Raum Masar-e Scharif sowie bis Mitte Juni 2013 am Observation Post North (OP North) in der Provinz Baglan als Ergänzung zum Transportpanzer Fuchs eingesetzt. Die Verlegung weiterer 20 GTK Boxer nach Afghanistan gab die Bundeswehr im Frühjahr 2012 bekannt.
Laut Jahresbericht 2012 des Wehrbeauftragten des Deutschen Bundestages wurde der Boxer von den Soldaten, abgesehen von Detailfragen, als für den Einsatz gut geeignet beurteilt und als Verbesserung empfunden. 2014 stellte der Inspizient der Bundeswehr laut Presseberichten fest, dass lediglich 70 von 180 Transportpanzern Boxer funktionstüchtig seien, die restlichen 110 zur Instandsetzung bei der HIL.
Laut weiteren Medienberichten von Anfang 2015 und Aussagen von Soldaten sei die vorgesehene Bewaffnung nicht vorhanden gewesen. Weiter wurde berichtet, während der NATO-Übung Noble Ledger in Norwegen, an der sich das Panzergrenadierbataillon 371 aus Marienberg im Rahmen der NATO Response Force beteiligte, sei „das Rohr an der Waffenanlage des GTK Boxer mit einem schwarz angestrichenen Besenstiel simuliert“ worden. Das Verteidigungsministerium verwies darauf, dass bei der NATO-Übung der Transportpanzer als sogenanntes Gefechtsstandfahrzeug eingesetzt wurde und für diese Aufgabe eine Bewaffnung nicht erforderlich gewesen sei und auch keine Notwendigkeit bestand, eine Waffenanlage zu simulieren.